# 松島
松島（日语：／ Matsushima */?）位於日本宮城縣松島灣，為灣內約260個大小島嶼的總稱，這些島嶼上有日本黑松和紅松生長，是日本三景之一。2019年觀光人數約598萬人。

## 地形、自然

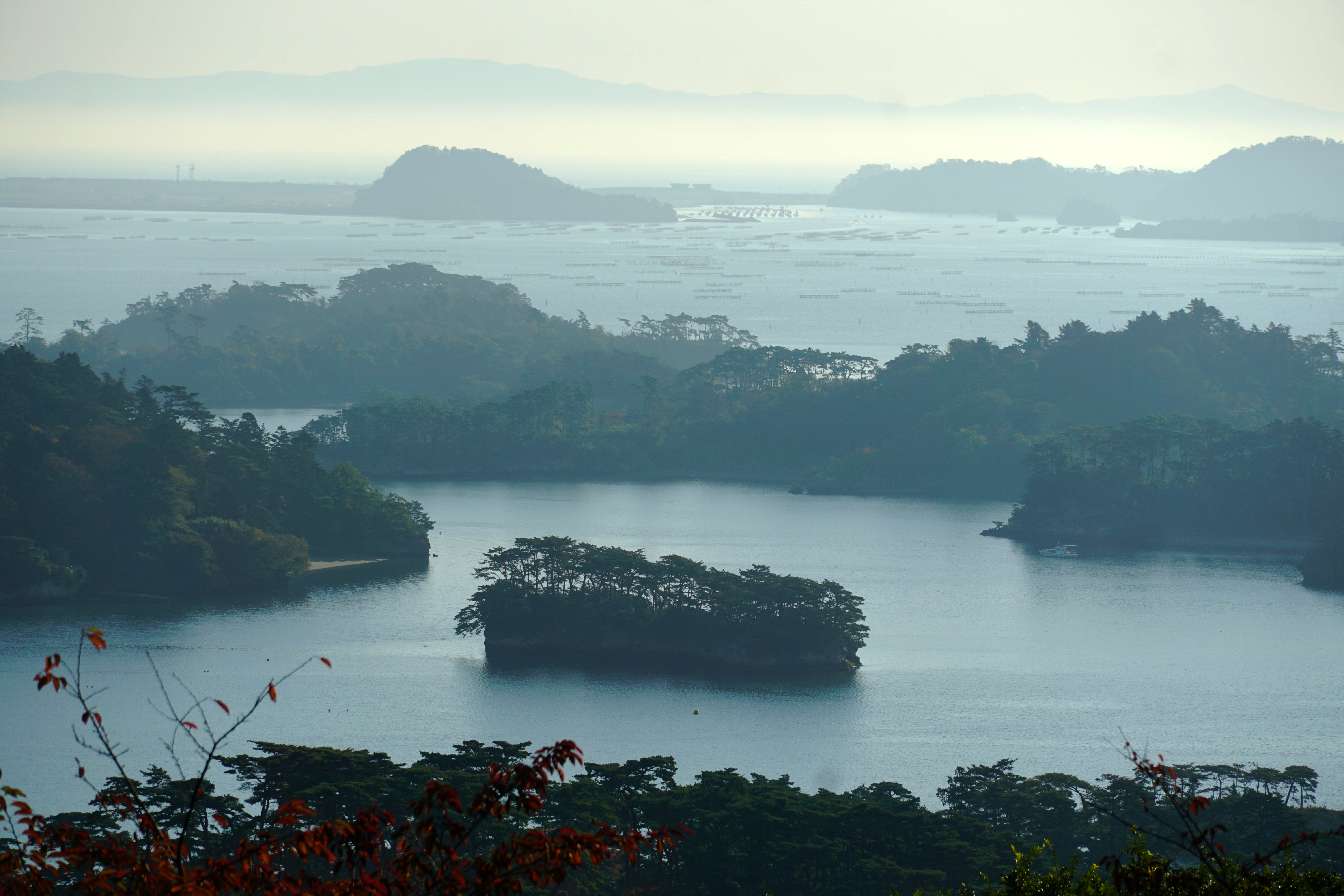
松島

松島灣是仙台灣中央的支灣、位於宮城縣東松島市唐戶島東南端與宮城郡七濱町花淵埼之間。其中，面鹽竈市的松島灣西南部又稱鹽竈灣或千賀之浦。松島地形是宮城縣中央的松島丘陵東端延伸至海域沉降後形成的溺灣，群島即為山頂。而松島灣中南部較大島群稱作浦戶諸島。松島灣中央沒有島嶼的海域水深僅約兩公尺，海浪大時會將海底泥沙攪起造成海水混濁。
此地形的形成一般說法如下：上新世的地盤運動造成涵蓋現在內陸部分的仙台灣隆起成陸地，同時地塊運動使得現在松島灣部分形成半島地形。半島受到河川侵蝕形成山谷。更新世初期，長町利府構造線的斷層運動造成半島慢慢沒入海中，形成海蝕面，高處成為島嶼。更新世中期至後期，沈沒的半島重新隆起形成海蝕台地，再次受到河川侵蝕。更新世末期，長町利府構造線再次造成沉降，高的部分成為島嶼，周圍則成為溺谷。在經歷多次隆起、沉降與侵蝕形成現在松島的地形。松島灣中央沒有島嶼的海域是過去谷間的平原帶。此外也有其他說法。
本地區大部分地層是第三紀層的凝灰岩、砂岩、礫岩等非常脆弱的岩質，特別容易被海浪侵蝕。因此多數小島上方有松樹等生長，靠近海面的基部則可見到白色至灰白色的岩石表面。有些島嶼靠近海面的岩層被波浪侵蝕後形成銳角，類似香菇的形狀。另外還有被侵蝕的奇岩與日本三大溪嵯峨溪的海蝕崖。由於松島是極易受到侵蝕、風化作用影響的地層，隨著時間景色可能有少許變化，如過去文獻記載與現在就有微妙的不同。1970年1月31日，台灣低氣壓帶來的暴風雨造成荒岬島（鹽釜市）一晩消失など地形の変化の大きさを裏付ける記録も残る。
松島島嶼眾多，有「八百八島」之稱，但一直未有正確的實際數量。江戶時代大淀三千風介紹松島所編纂的《松島眺望集》記載為92，仙台藩編纂的地誌《封內風土記》為87，1910年（明治43年）《松島公園經營概要》為240多，1981年（昭和56年）《縣立自然公園松島學術調査報告書》為230座島，而管轄松島灣的第二管區海上保安本部則記為128座。由於未確定島嶼數量，昭和40年代左右曾進行過調查，統一認為數量約為260座。《松島町史（通史編2）》（1991年）提及島嶼數量時，參考了國土地理院地圖，松島灣內有名島嶼為144座，無名島嶼為98座。但是此數字包含已被填陸、地震或自然崩落而消失的島嶼。若加上岩礁，松島參島嶼數料可達約300座左右。

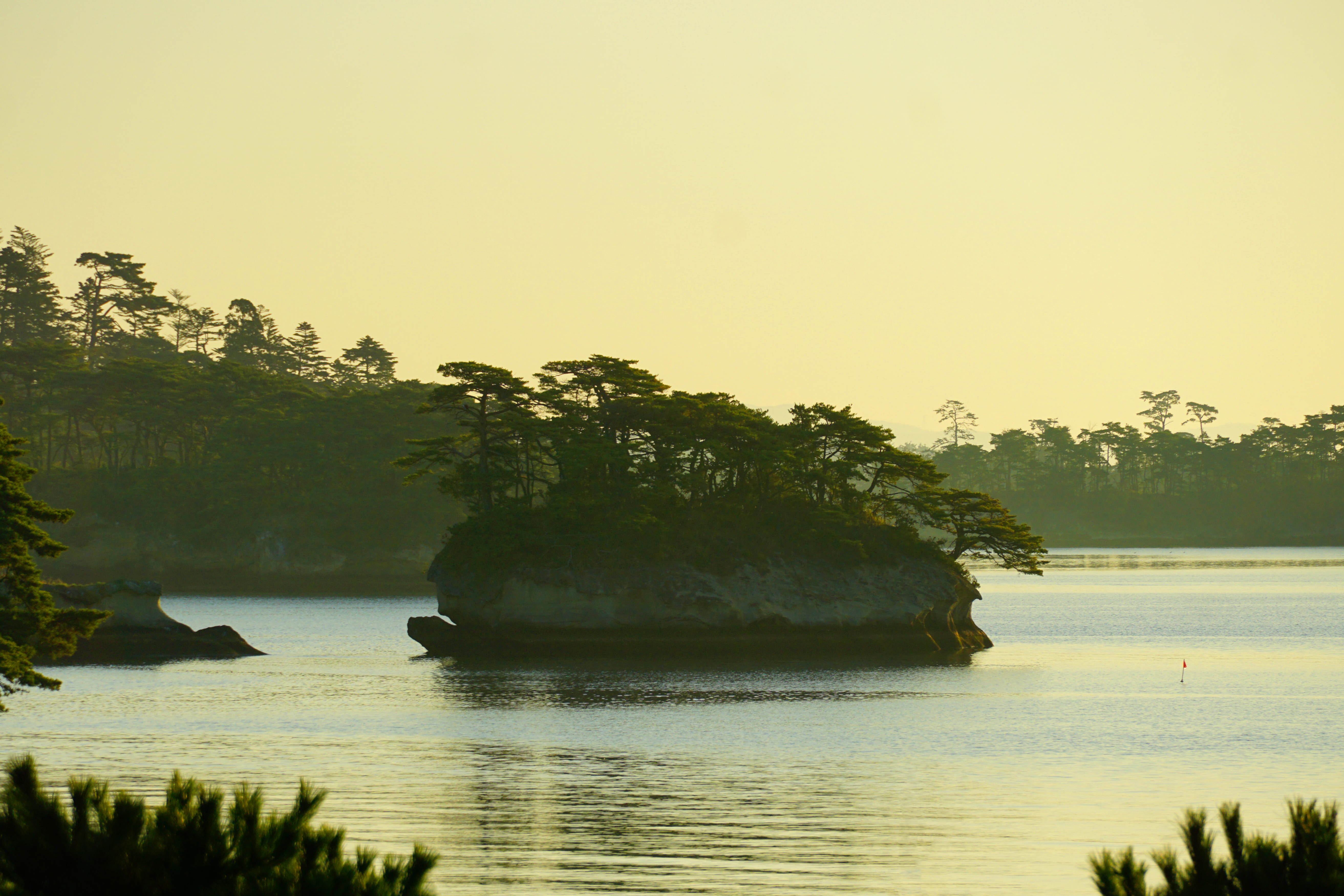
龜島
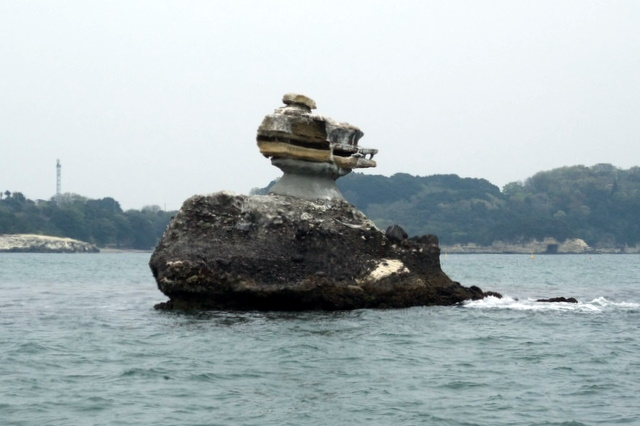
仁王島。松島象徴之一。形狀宛如仁王像叼著煙草端座。
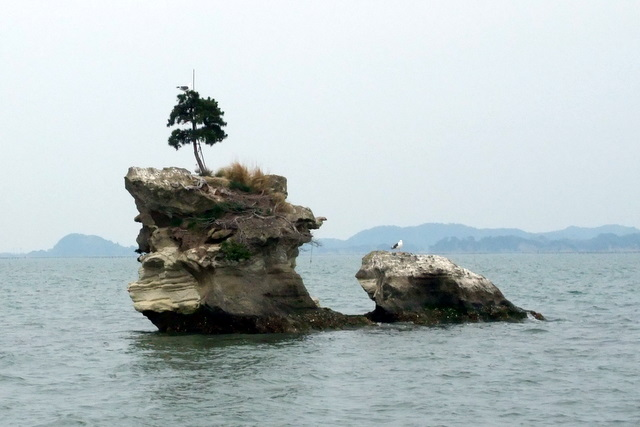
千貫島。傳聞是伊達政宗最喜歡的島。
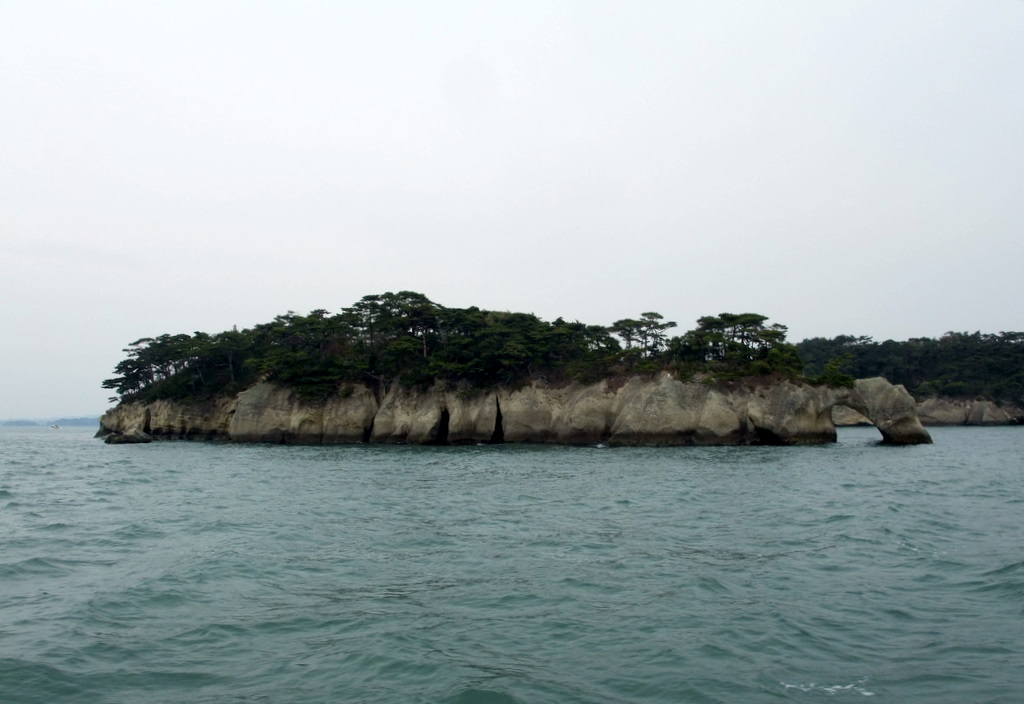
小藻根島。長命穴在此島南端[7]。
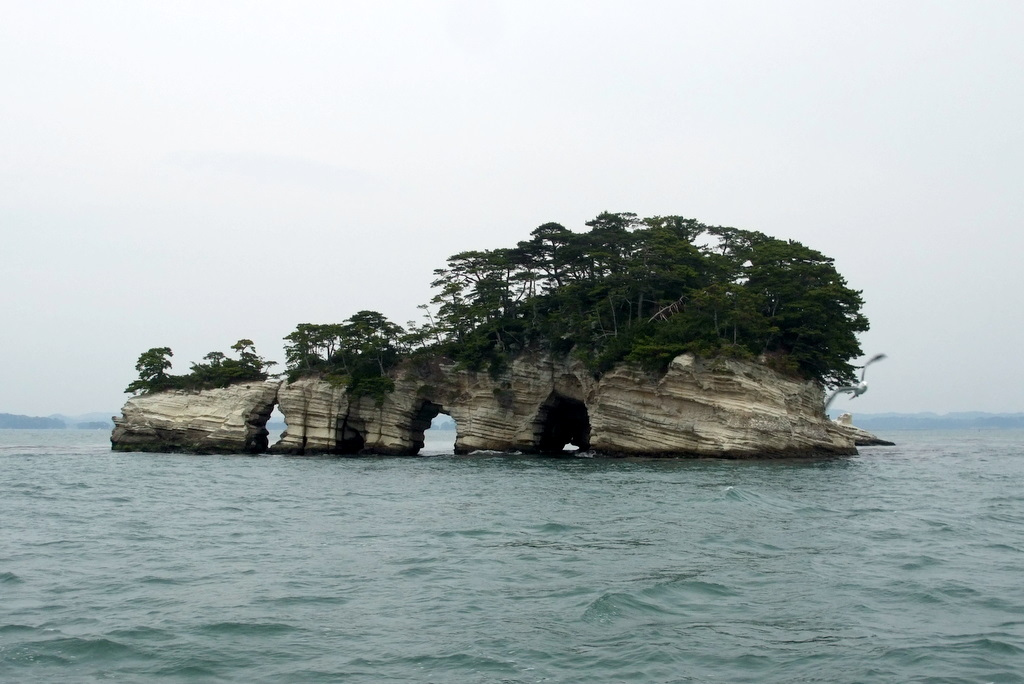
鐘島。因四個洞門在海浪拍打下有如鐘音而得名。
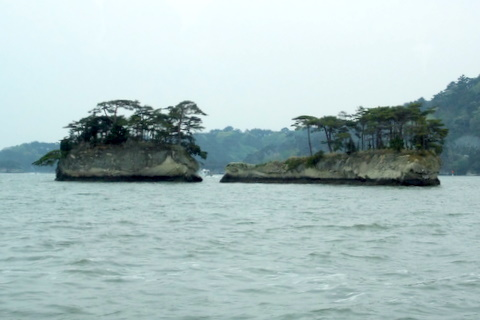
双子島
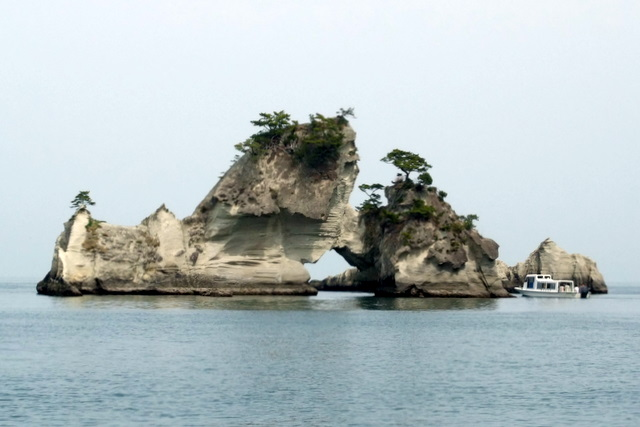
雎鳩島（みさご島）
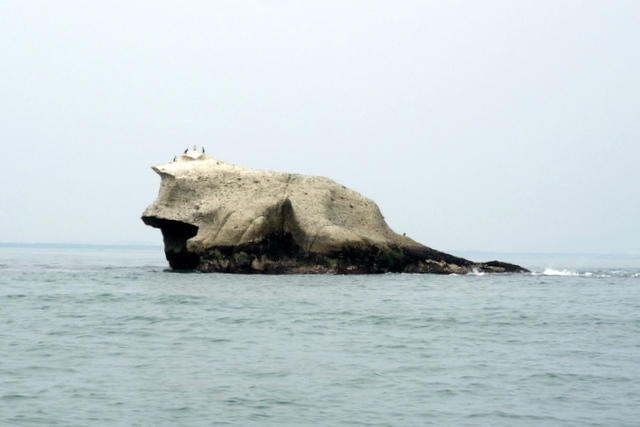
蛙島。外型如蛙而得名。
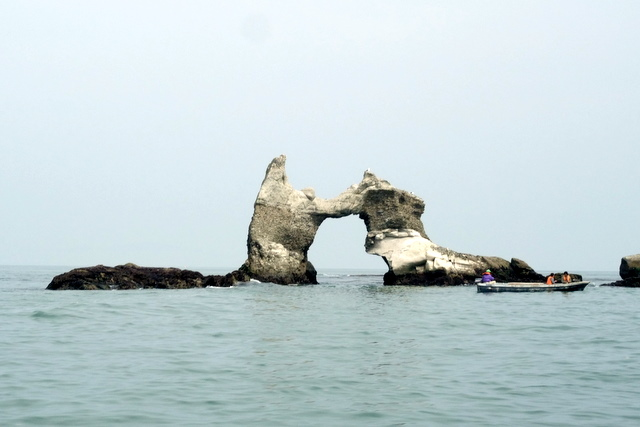
高島。通稱「眼鏡島」。
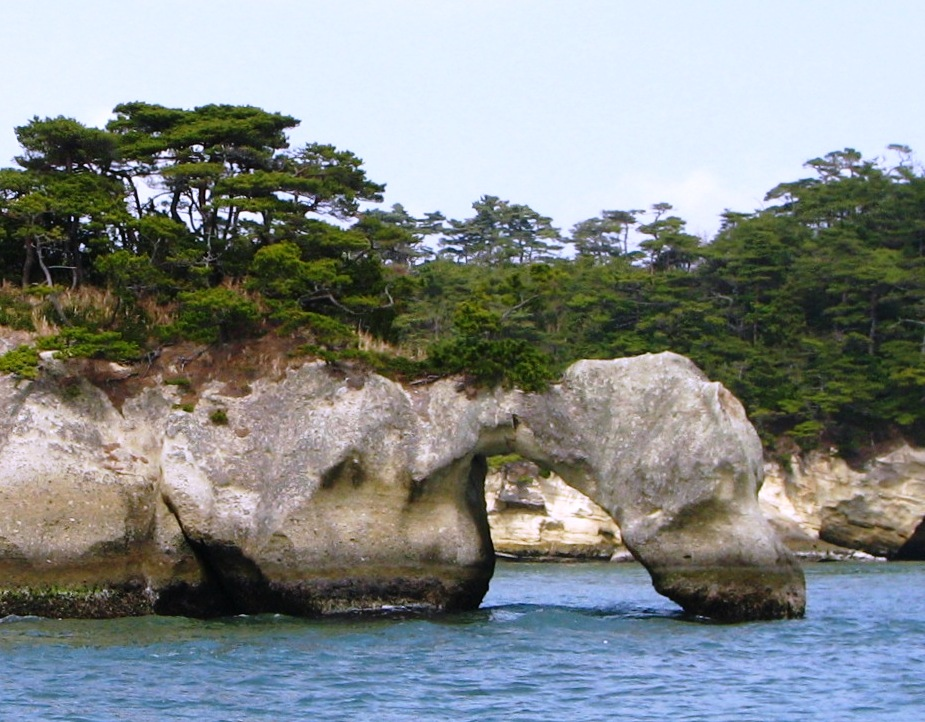
小藻根島南端高約5公尺的「長命穴」。據說搭遊覧船通過可延壽三年，因東北地方太平洋沖地震崩塌
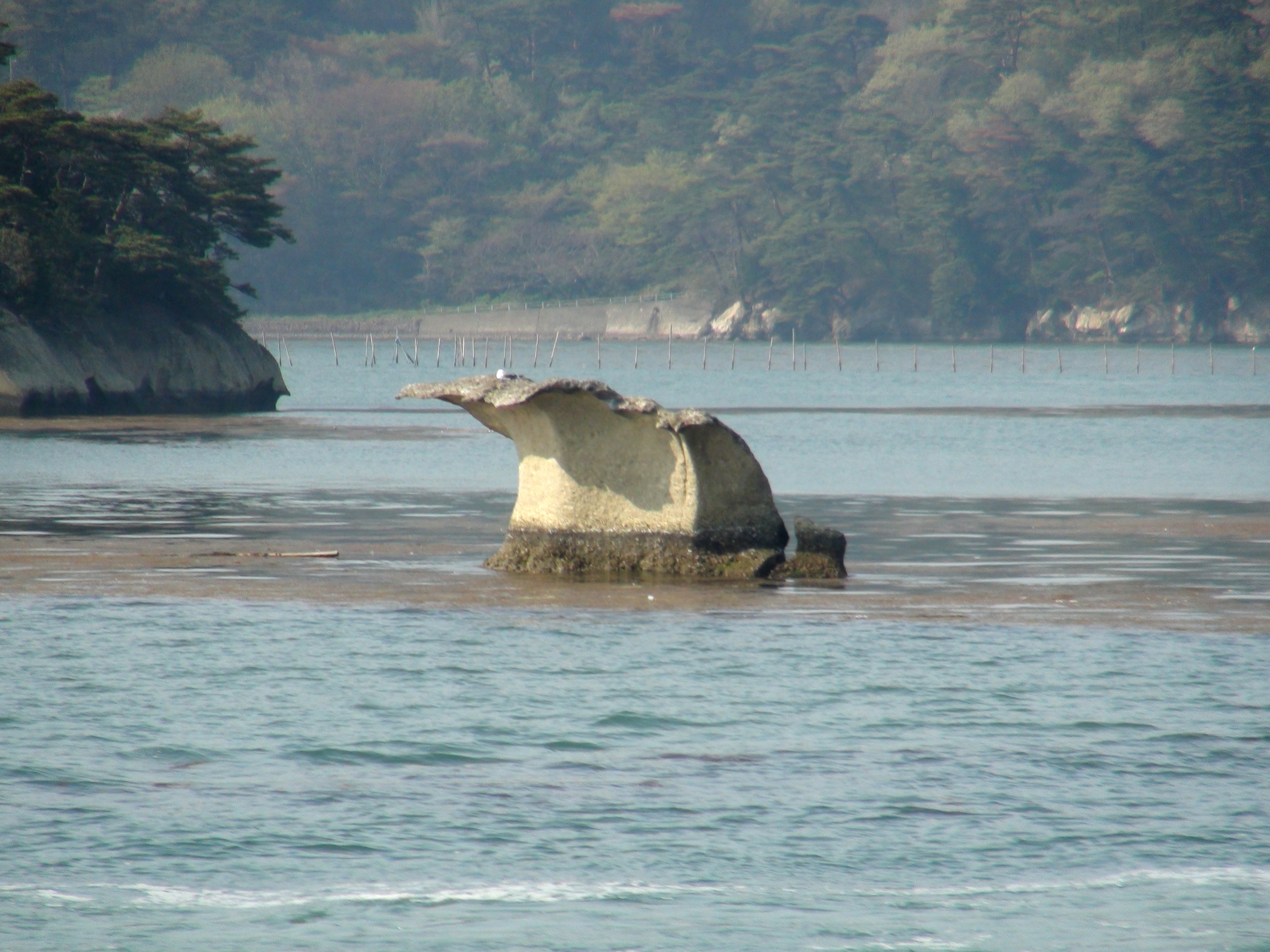
鎧島。形状如浪頭。

### 生物
灣內主要魚類有鰕虎、穴子，貝類有牡蠣、花蛤。野生蘭科植物細莖石斛（せっこく）在松島周邊稱作「岩竹」（イワタケ）。花期為5月下旬至6月初旬，為粉紅色。曾是瀕危物種，但透過瑞巖寺境內老杉樹枝附生的原株培育後，現在已是當地盆栽紀念品。

## 松島眺望

### 松島四大觀

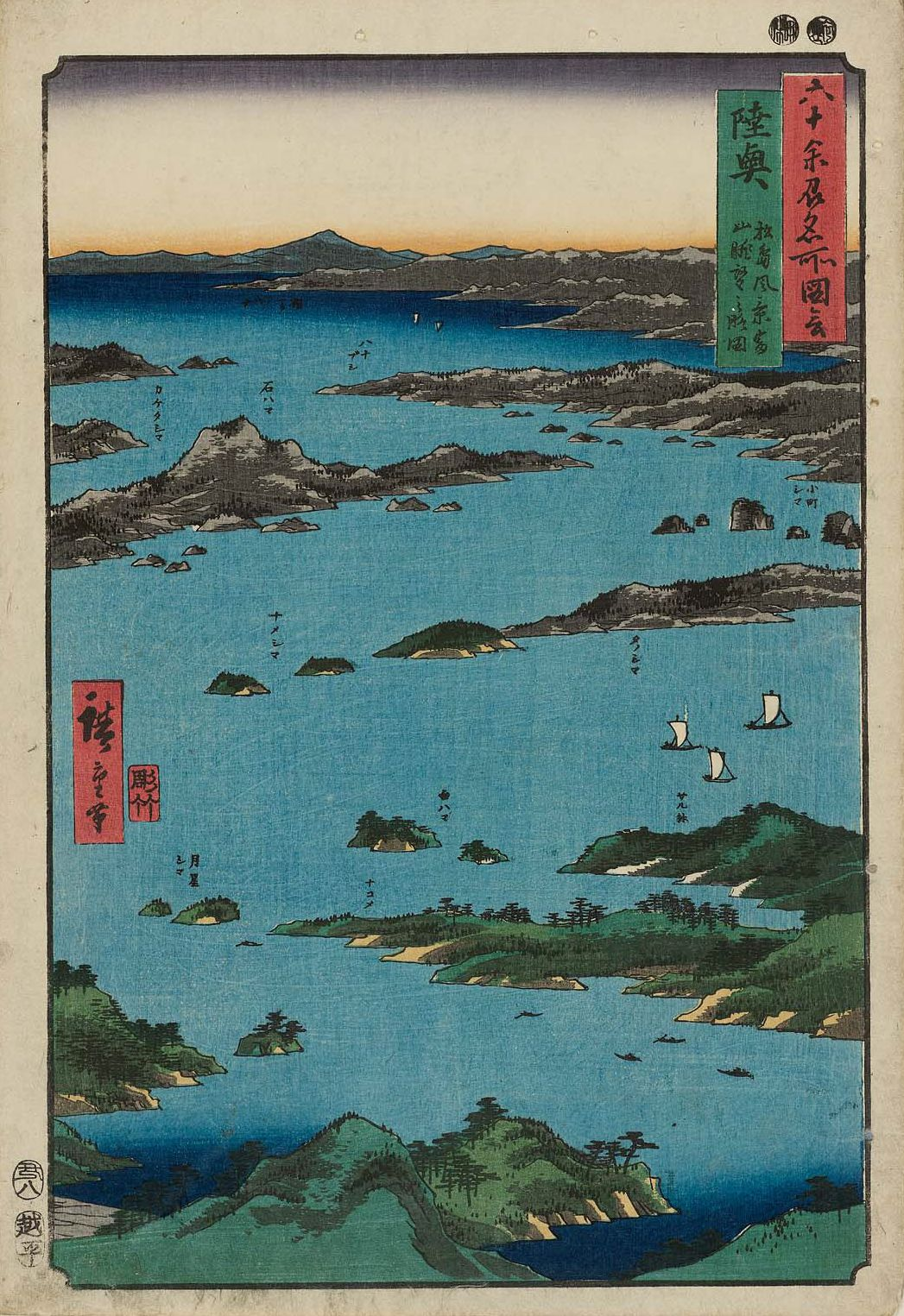
歌川廣重『六十餘州名所圖會 陸奥 松島富山眺望之略圖』（江戶時代安政時期）

松島灣周圍的松島丘陵、島之高地有被稱作「松島四大觀」的眺望地點。這是來自江戶時代仙台藩儒學者舟山萬年所選的「鹽松環海四山」。
- 壯觀（38°20′25.9″N 141°9′7.1″E / 38.340528°N 141.151972°E）：從東松島市宮戶島（日语：宮戸島）的大高森（日语：大高森）所見的景色。標高105.8公尺。與其他三處有限定視角方向不同，此處四方無遮蔽物，擁有廣闊的視野[10]。由松島灣東端往西方眺望，除了奥松島島群外，還可看到遠方的船形山（日语：船形山）（奥羽山脈）。夕陽で真っ赤に染まった松島の風景写真として度々用いられる。
- 麗觀（38°23′48.4″N 141°6′22.5″E / 38.396778°N 141.106250°E）：從松島町富山的大仰寺所見的景色。標高116.8公尺。往南眺望松島灣、奧松島。包括江戶時代大淀三千風編寫的句集《松島眺望集》與其他文獻都曾提到可以清楚見到海灣與島嶼的此處。1876年（明治9年）明治天皇巡幸時也曾到訪此地。但手樽灣已完成乾拓，因此現在的麗觀與過去的景色並不相同[10]。
- 幽觀（38°21′11.6″N 141°3′18.3″E / 38.353222°N 141.055083°E）：從松島町和利府町境界的扇谷所看的景色。標高55.8公尺。往東南方眺望鹽竈灣。如扇狀的視野並不開闊，但依其幽靜的景色而稱幽觀[10]。
- 偉觀（38°19′9.7″N 141°4′2.6″E / 38.319361°N 141.067389°E）：從七濱町代崎的多聞山所看的景色。標高55.6公尺。往北眺望鹽竈灣、遠方的松島灣、奧松島。由於欠缺南方賞景地，舟山萬年調査後加入的地點[10]。

### 其他展望設施
雖然沒有觀光用的展望設施，但797年（延曆16年）征夷大将軍坂上田村麻呂讚揚的「長老坂」（38°22′6.9″N 141°2′44.3″E / 38.368583°N 141.045639°E。現宮城縣道144號赤沼松島線）是十分知名的眺望地點。
其他展望台有「西行戻之松」（38°21′59.4″N 141°3′10.5″E / 38.366500°N 141.052917°E）、新富山（38°22′32.1″N 141°3′49.4″E / 38.375583°N 141.063722°E）、松島城、可眺望鹽竈與松島海岸一帶的「雙觀山」（38°21′9.3″N 141°3′44.5″E / 38.352583°N 141.062361°E）、扇谷等處。位於松尾芭蕉停留松島居住的熱田屋（瑞巖寺參道入口附近）舊址的商業設施頂樓也免費開放民眾前往。大觀山現在在飯店用地內，僅有飯店住客可進入。
過去能遠眺松島灣的松島塔已拆除。

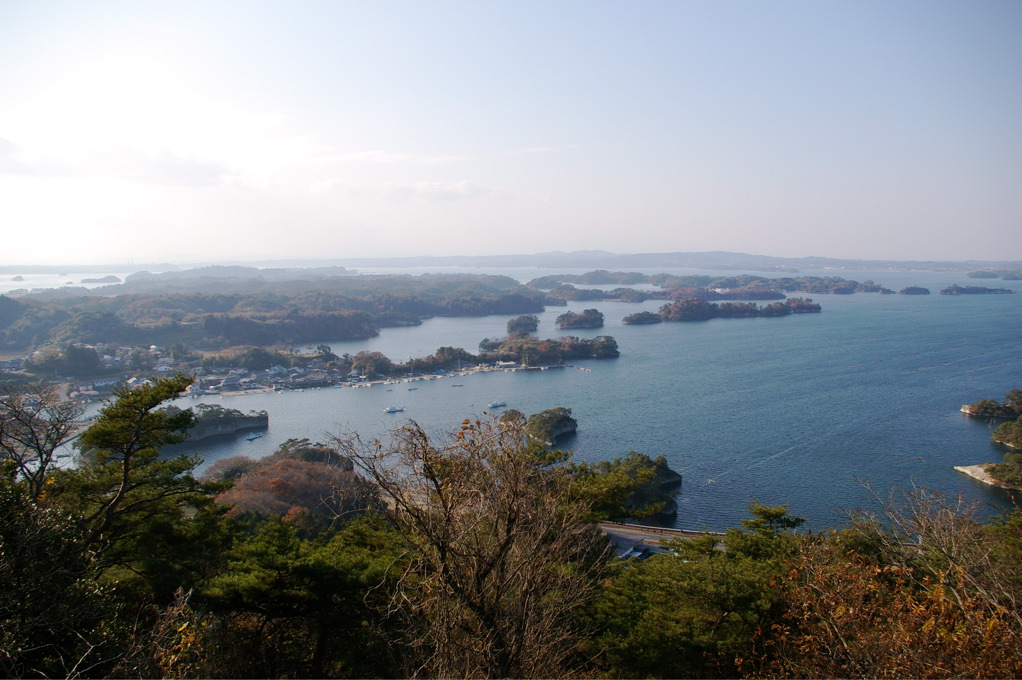
（壯觀）大高森的眺望景色
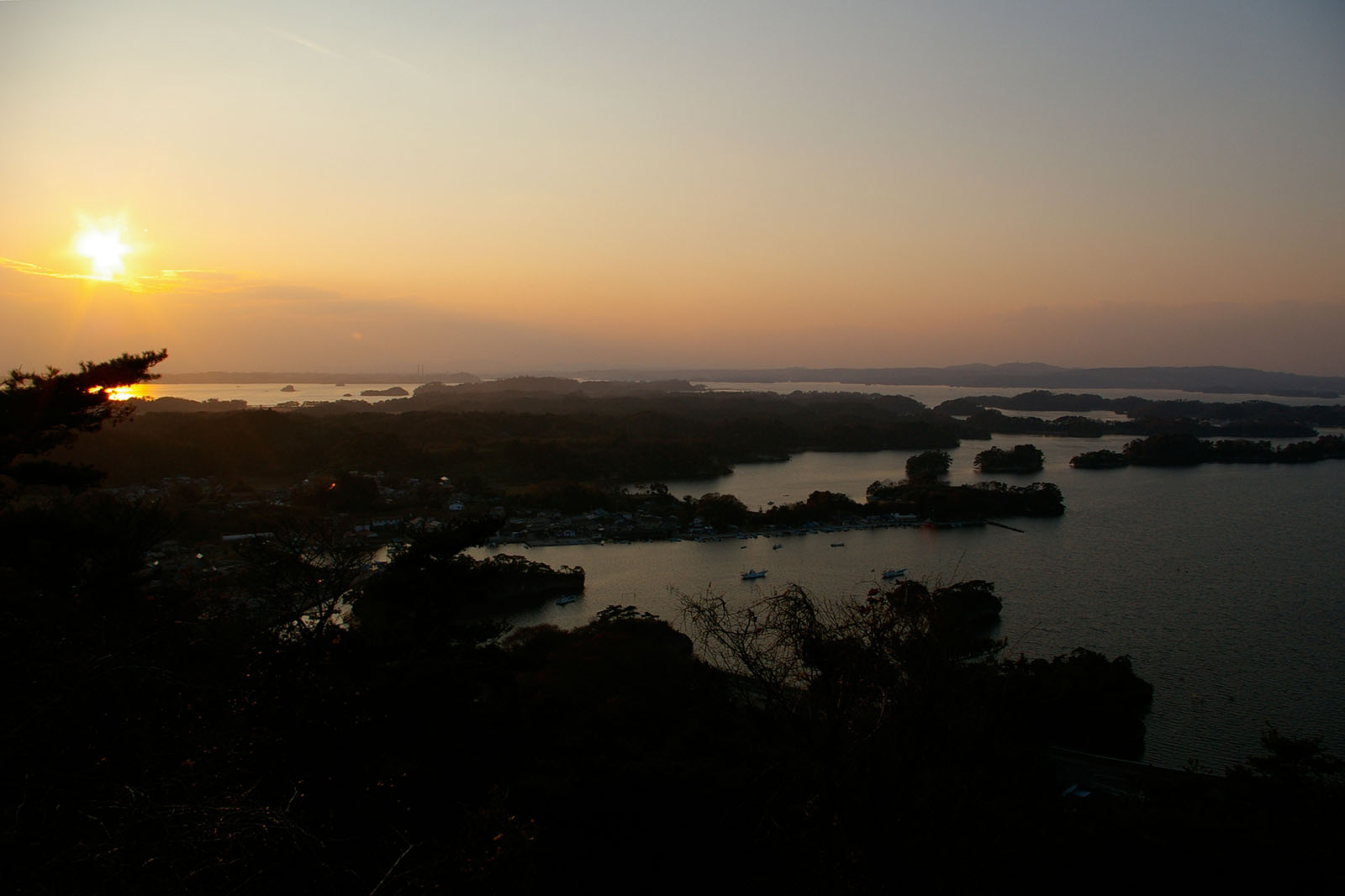
（壯觀）大高森的眺望景色
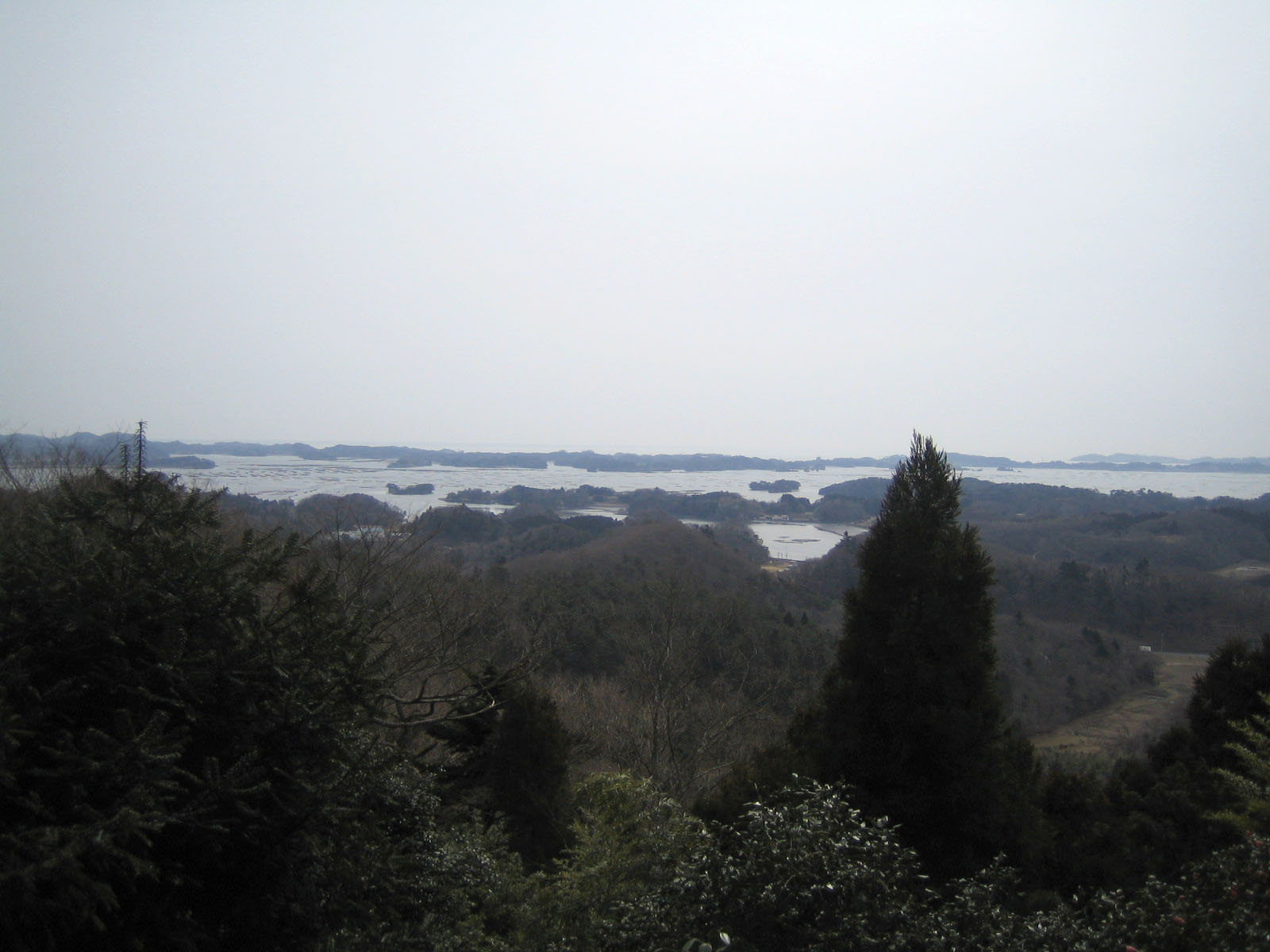
（麗觀）富山的眺望景色
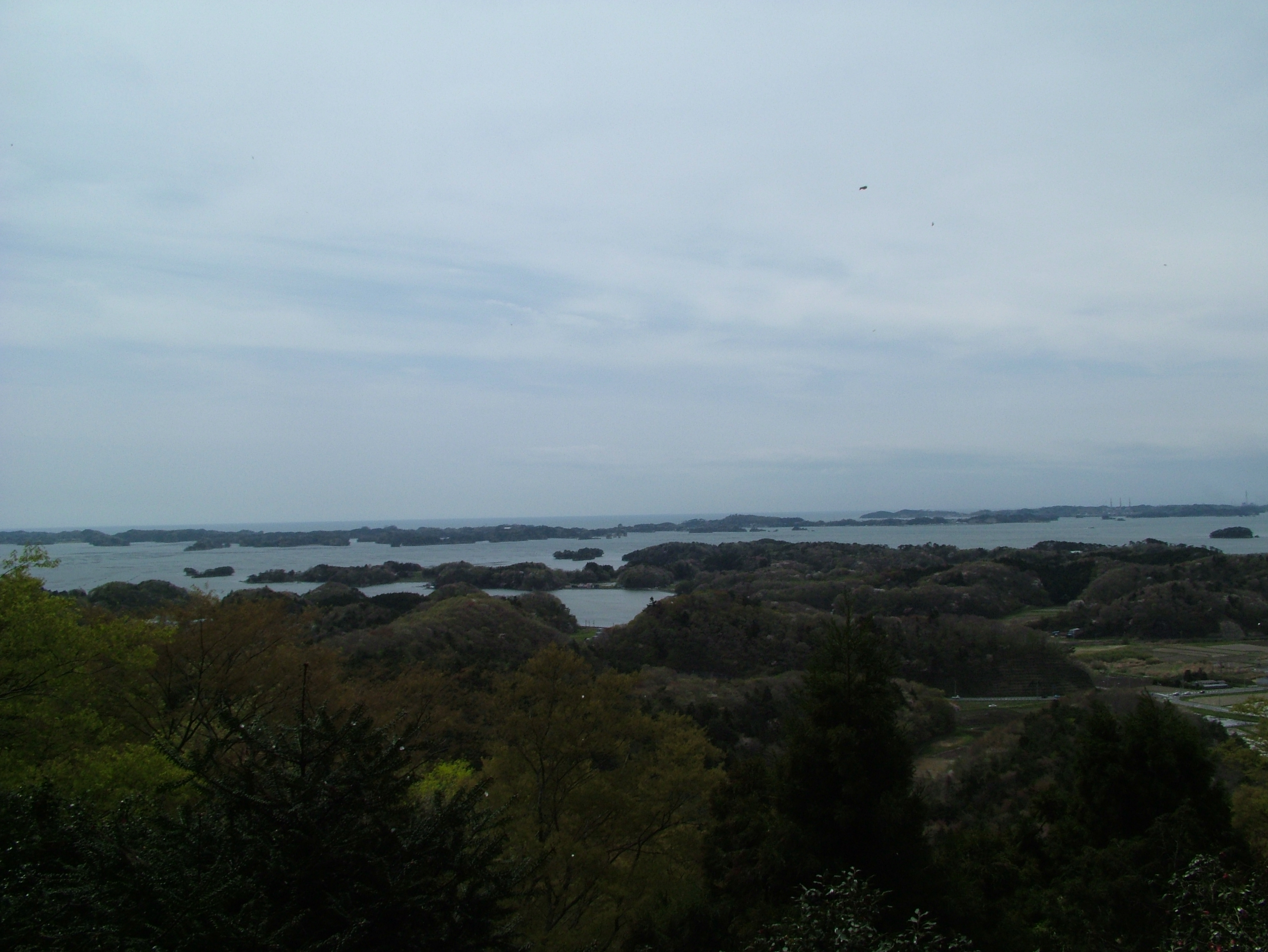
（麗觀）富山的眺望景色
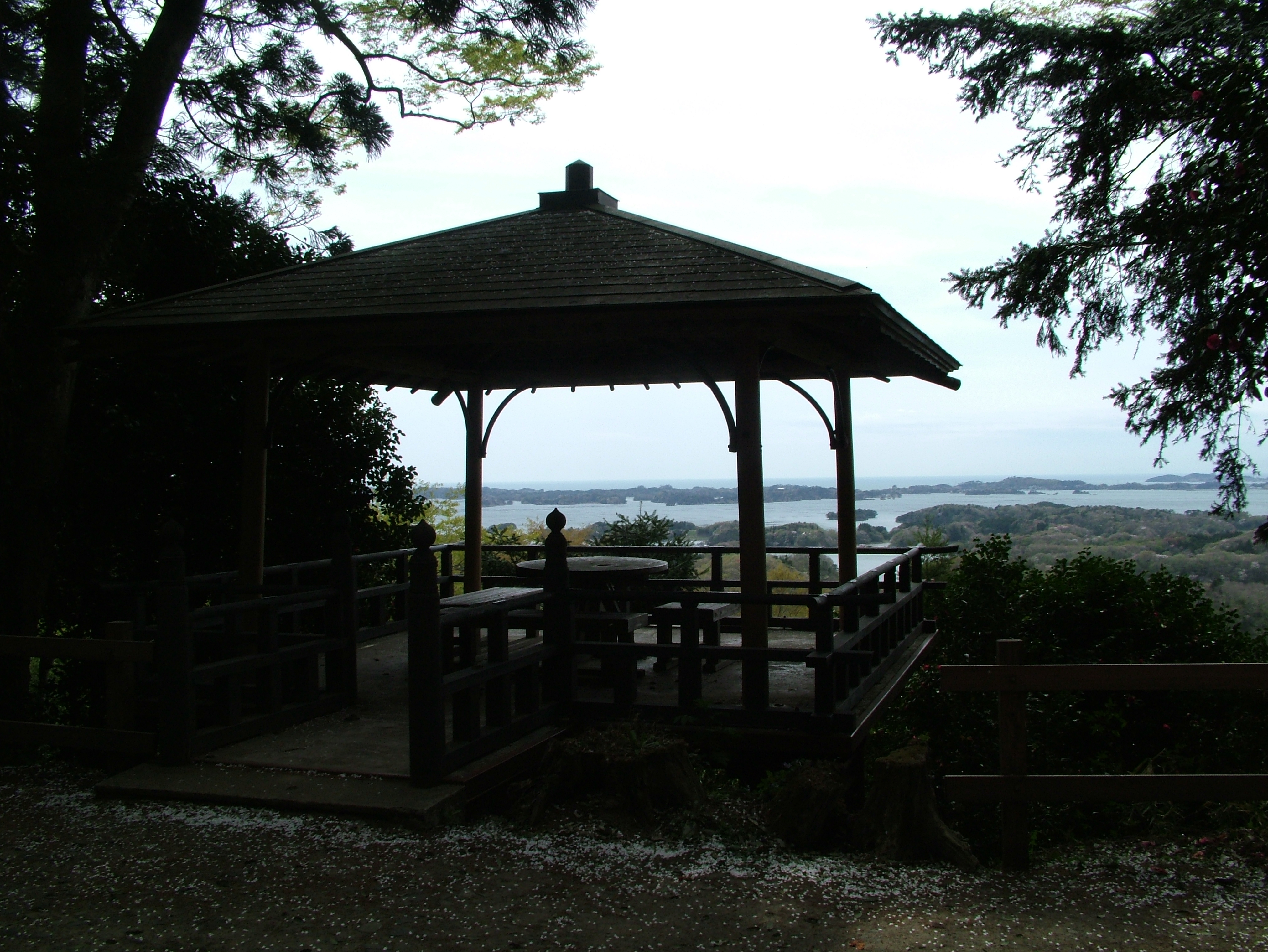
（麗觀）富山的展望台
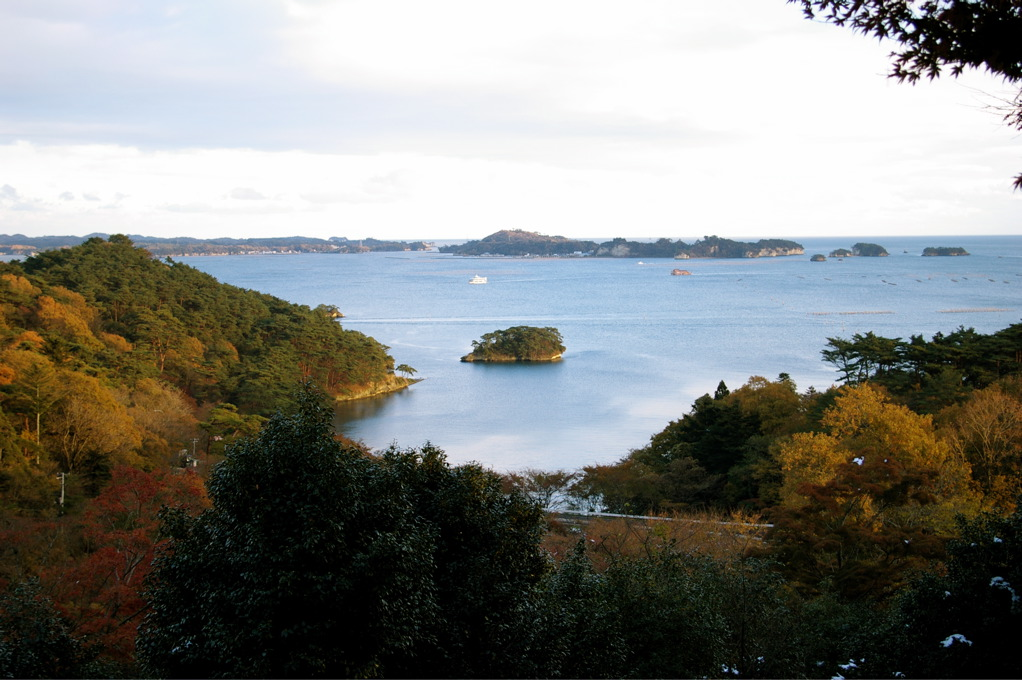
（幽觀）扇谷的眺望景色
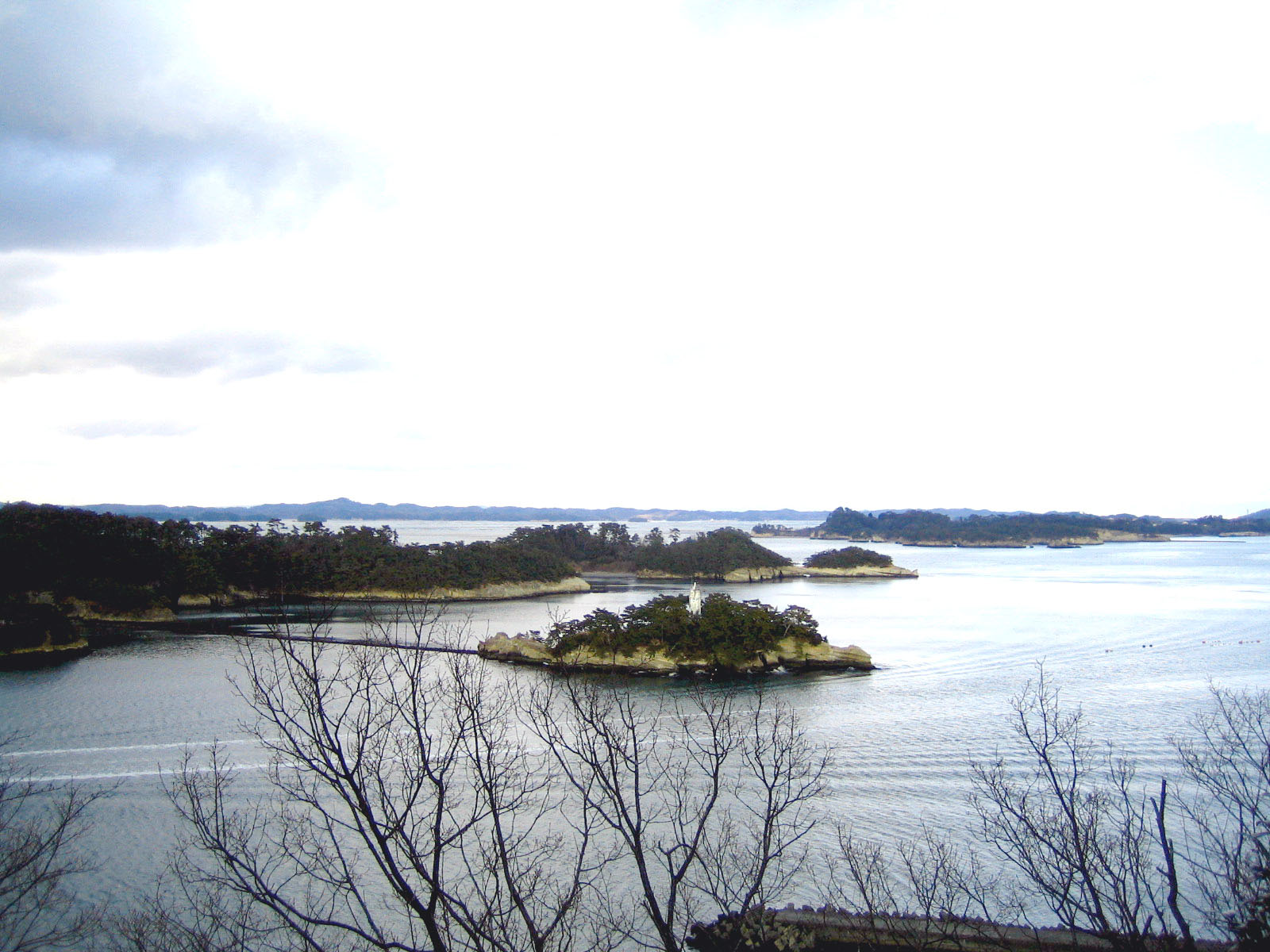
（偉觀）多聞山的眺望景色
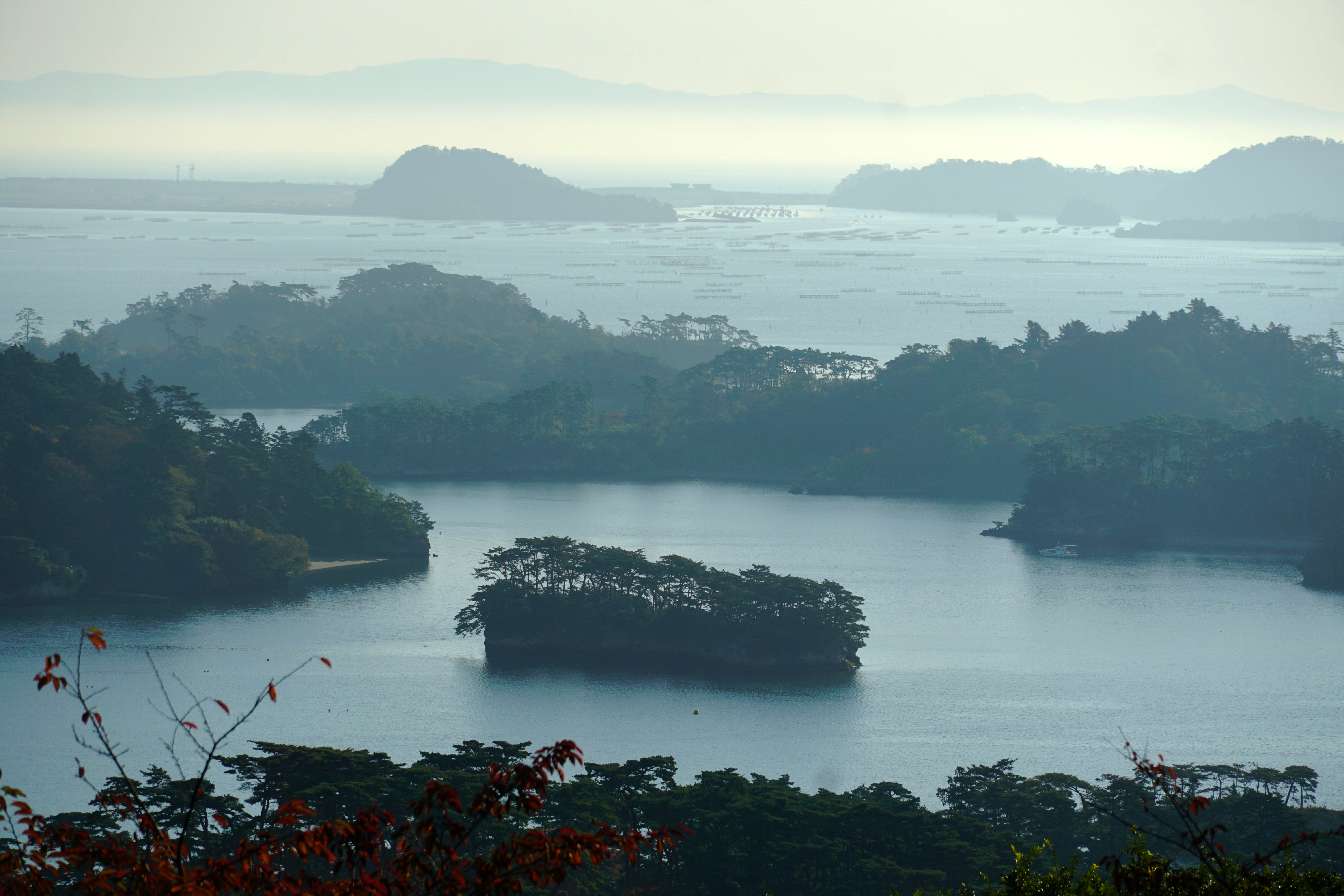
西行戻之松公園的眺望景色
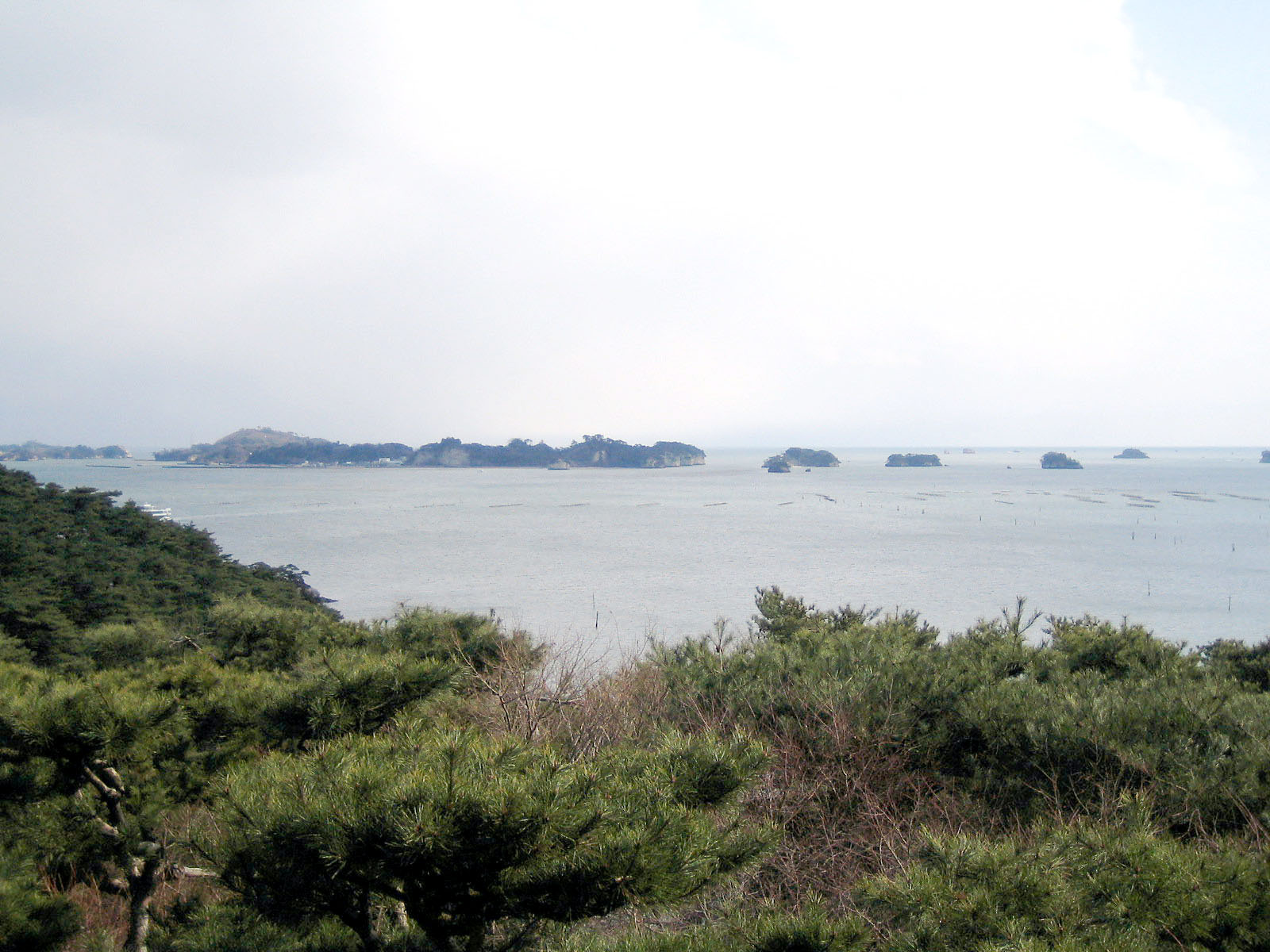
雙觀山的眺望景色
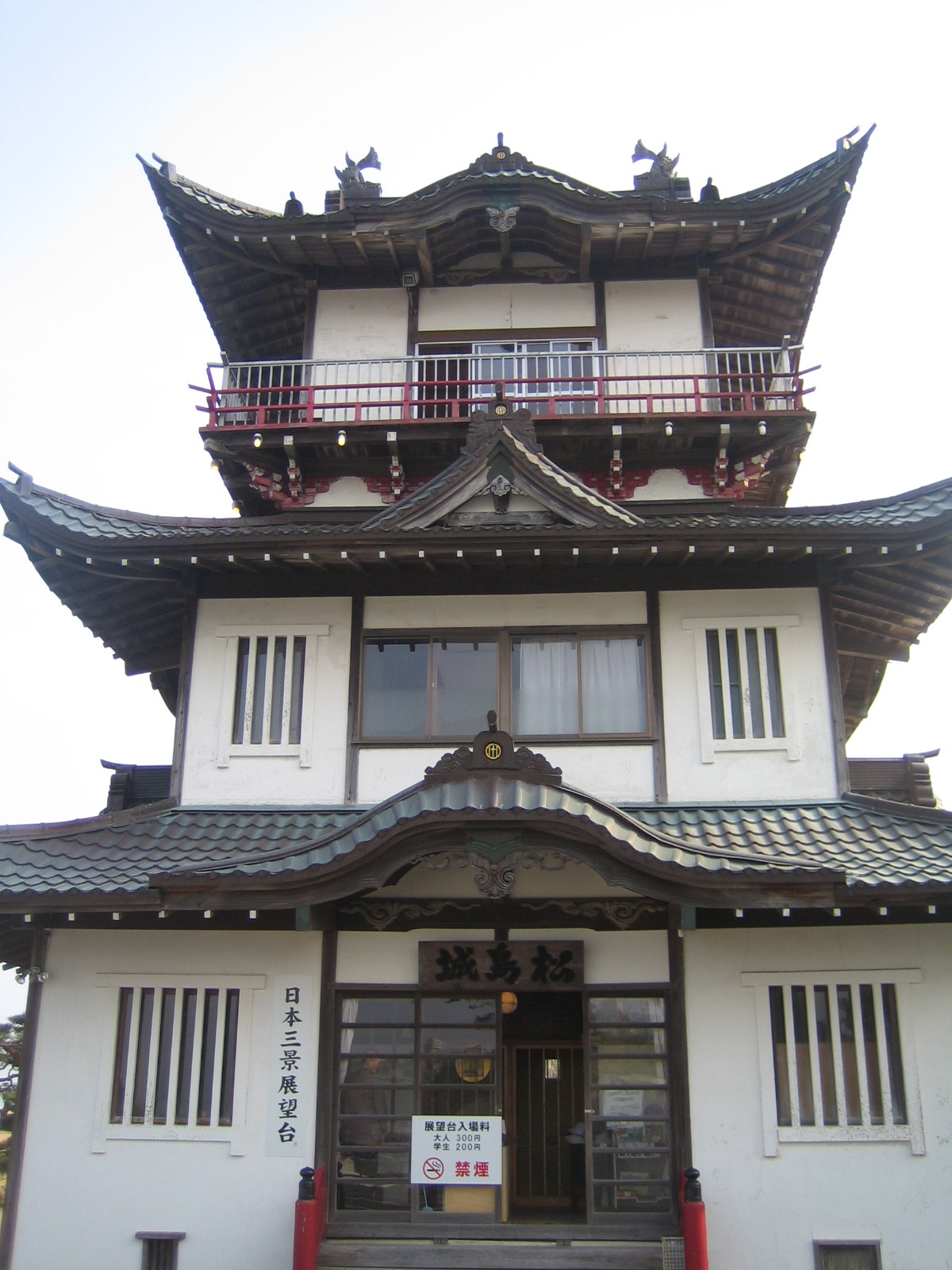
松島城展望台
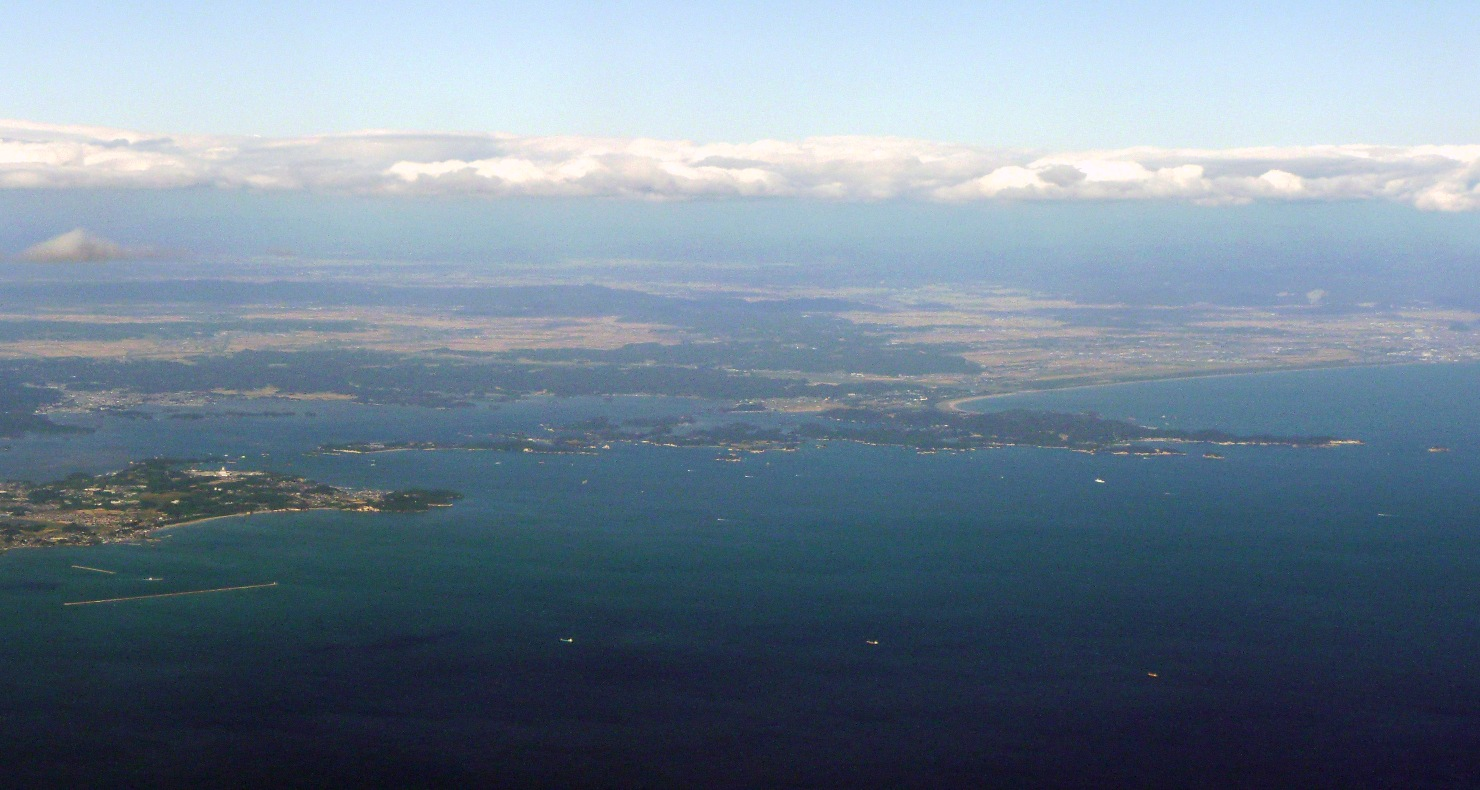
松島周邊空拍
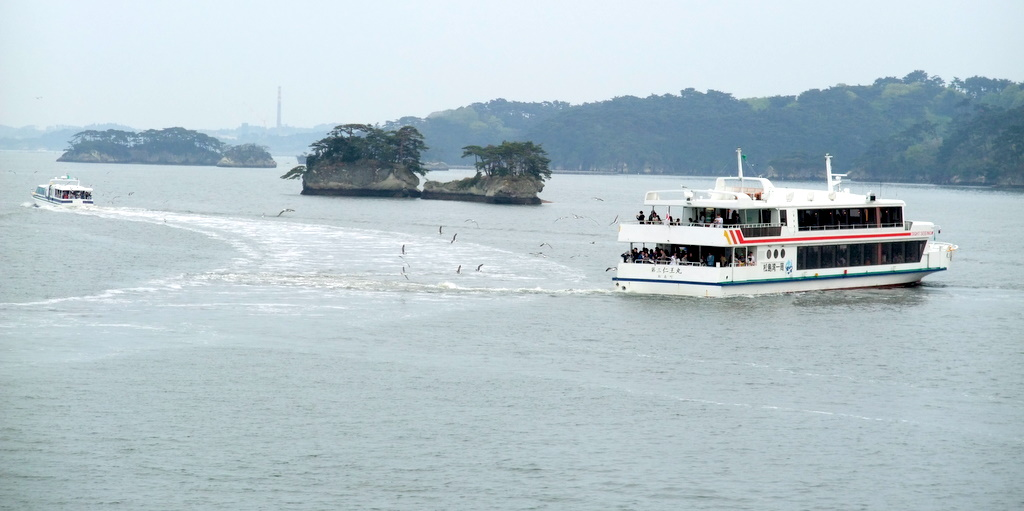
五大堂的眺望景色
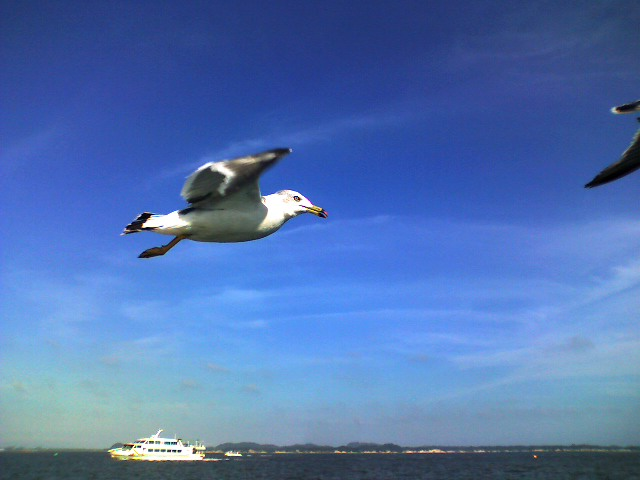
松島觀光船與海鷗
- 2008年的松島

### 雪月花

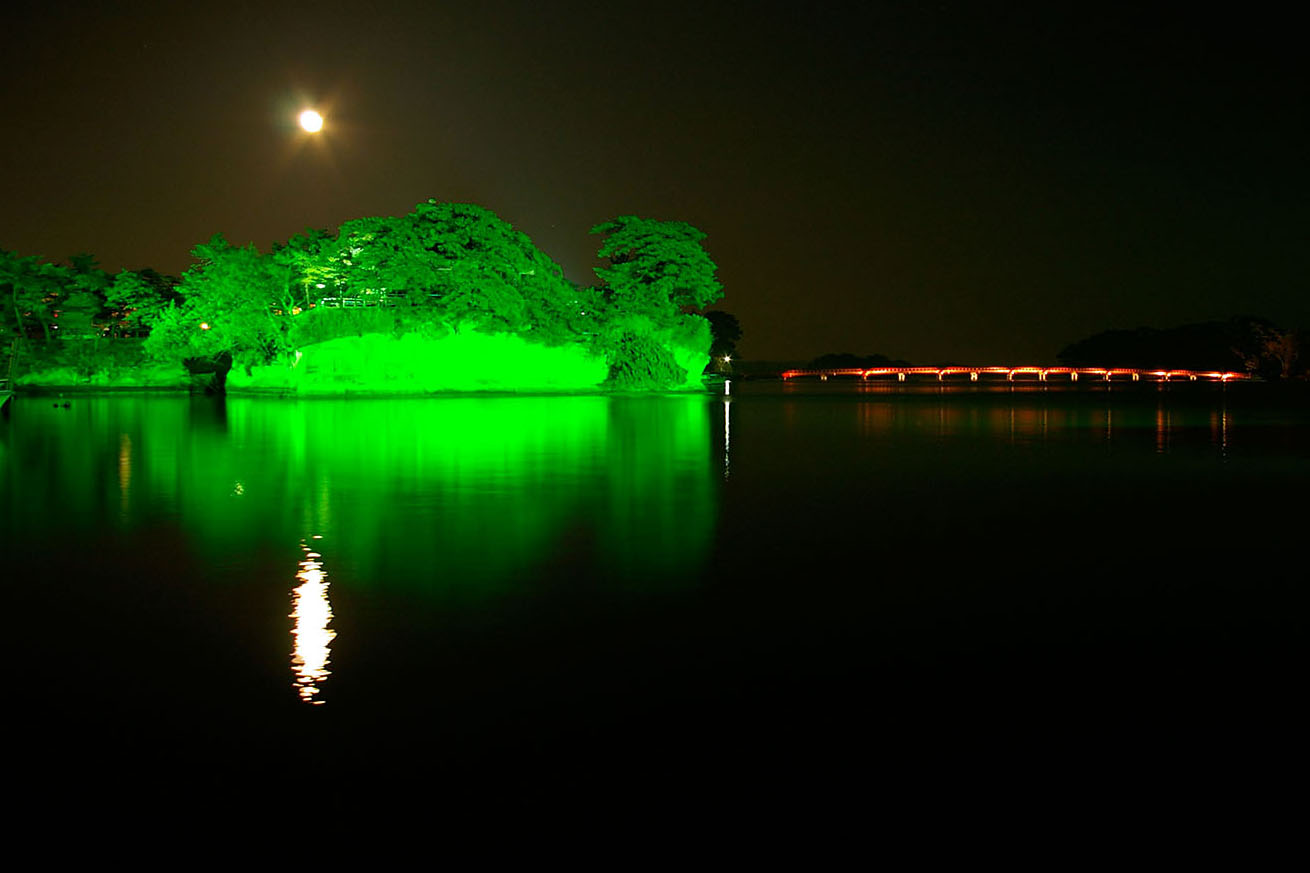
松島與月

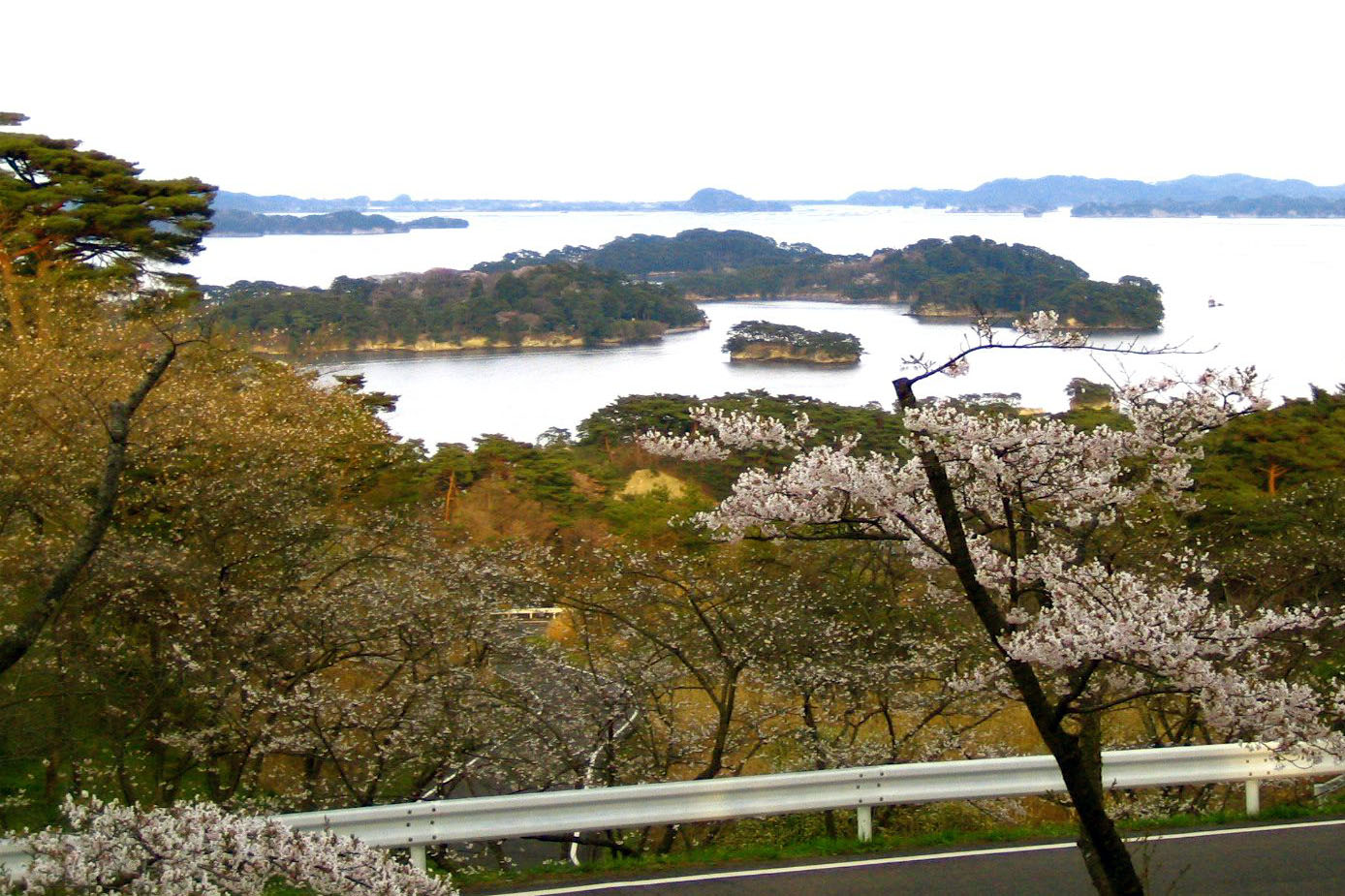
西行戻之松公園的櫻花

松島是著名的賞月地點。松島的月景在14世紀就傳至中國，元朝薩都剌在其著作《雁門集》曾提到「雄島煙波松島月」。
伊達政宗從豐臣秀吉接收伏見桃山城茶室後遷至江戶藩邸，之後仙台藩二代藩主伊達忠宗將之移到松島，成為前往松島遊覧的仙台藩姬君與側室，或江戶幕府巡見使等接待、住宿的場地，同時也作為賞月的會館，稱「月見御殿」。之後五代藩主伊達吉村命名為「觀瀾亭」。
1643年（寛永20年），儒學者林鵞峰在其著作《日本國事跡考》提到「松島，此島之外有小島若干，殆如盆池月波之景，境致之佳，與丹後天橋立、安藝嚴島為三處奇觀」，除了是日本三景的起源，也特別提到了松島的月景。而在用「雪月花」形容日本三景時，松島是「月」的代表。
17世紀後半，松尾芭蕉於延寶年間憧憬松島月景而詠嘆「武蔵野の月の若生えや松島種」，《奧之細道》開頭也提及「…松島の月先心にかゝりて…」。
1922年（大正11年）12月3日，阿爾伯特·愛因斯坦到訪松島賞月。
以「雪月花」來看。由於松島以「月」聞名，松島溫泉也以賞月溫泉作為代表照。「雪」的部分，雖然當地積雪不多，不過仍有許多攝影師或愛好者前往五大堂拍攝松島雪景。「花」的部分，「西行戻之松」公園一帶種植260多棵櫻花樹，是著名賞櫻景點。

### 遊覧船
松島可搭乘遊覧船眺望海上風光。在船上餵食海鷗（主要是黑尾鷗）是過去十分有名的活動，但因其糞便造成松樹枯萎已在2014年4月1日禁止灣內餵食。
大型遊覧船主要由松島港起迄，路線以松島灣內及奥松島為主，也有連結鹽釜港與松島港的航線。小型船可分為奥松島遊覧船棧橋起迄的嵯峨溪觀光航線，以及鹽釜港起迄來往灣內小島的連絡船航線。日本三大溪之一的奥松島嵯峨溪因多暗礁，大型遊覧船只能遠眺，小型船則可進距離觀賞，海象好時還可穿過海蝕洞。另外還有季節營運的晚餐航線（亦有仙台港起迄的班次）、日落航線、夜間航線、牡蠣鍋航線等特色船班。
江戶時代，連接仙台城下與海運據點港口石卷的道路稱作石卷街道，而連結鹽釜港與石卷港的船運航線則稱作「松島海道」。松尾芭蕉在《奧之細道》提及從鹽竈搭船前往松島，被認為是「松島海道」的一部分。
2011年3月11日東北地方太平洋沖地震（東日本大震災）的海嘯造成四座浮棧橋與小型遊覧船受損，同年4月29日遊覧船恢復運航。

### 遊覧飛行
可在仙台機場搭乘小型飛機或直升機在仙台與松島上空觀賞景色。也可在空中觀看松島燈籠流花火大會。

## 文化

### 文藝

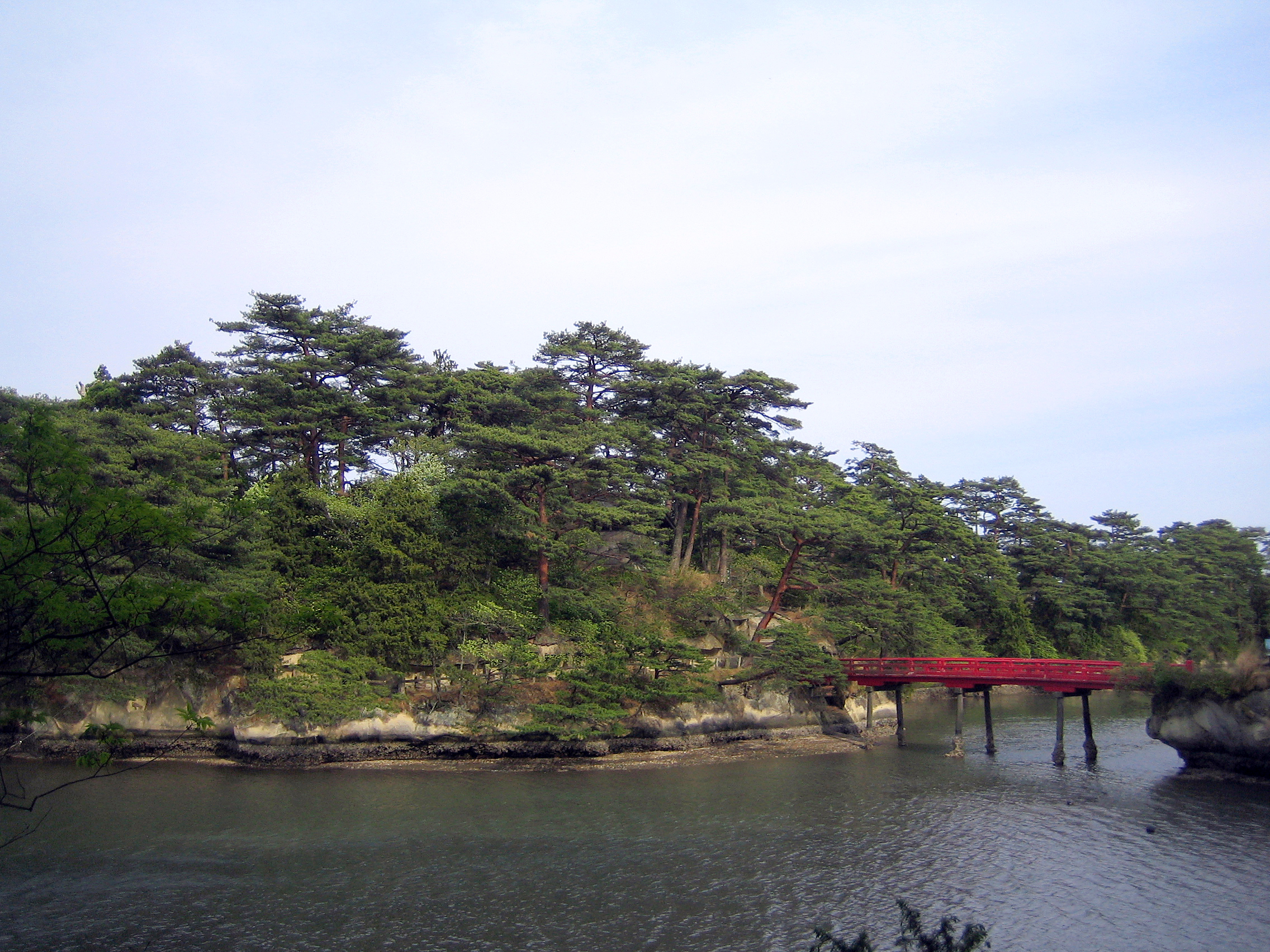
島名作為歌枕而頗具知名的雄島。右方長約20公尺紅色橋梁是「渡月橋」，原先在東北地方太平洋沖地震遭到沖毀。2013年7月重建。

松島從平安時代就成為和歌的歌枕。源重之的「松島や 雄島の磯に あさりせし あまの袖こそ かくはぬれしか」是第一首詠嘆松島的和歌。源重之曾下陸奥國（包含松島的現在東北地方東側），因此可能實際見過松島的景色。一般而言，包含松島在內的地名作為歌枕，是種觀念的意象，與是否看過實際景色無關。
鎌倉時代開始有記述實際松島風景的文獻。虎關師煉的《元亨釋書》寫下「其地東溟之浜、小嶼千百数、曲州環浦奇峰異石、天下之絶境也。」。室町時代，實際到訪松島的道興也在《廻國雜記》中提及。不過這些僅是少數旅人的特殊事例，松島直到江戶時代仙台藩伊達氏保護、整備後才成為全國著名的名勝。
江戶時代將松島推廣給民眾的俳人先驅大淀三千風，在1669年（寛文9年）至1687年（貞享4年）之間待在雄島，為仙台與鹽竈、石卷的歌名所整備做出貢獻。三千風出版《松島兩吟集》與《金花山兩吟集》，接著收集500名俳人關於松島的俳句，於1682年（天和2年）出版《松島眺望集》。《松島眺望集》除了俳句，還介紹了島92處、崎33處、浦21處等約200處松島景點。之後，1689年（元祿2年）松尾芭蕉到訪松島，其他人西山宗因、加舍白雄、大島蓼太、小林一茶等俳人也陸續來到松島。
- 源重之 「松島や 雄島の磯に あさりせし あまの袖こそ かくは濡れしか」（《後拾遺集（日语：後拾遺集）》）
雄島是松島灣內的靈場之島。
- 殷富門院大輔 「見せばやな 雄島（をじま）のあまの 袖だにも 濡れにぞ濡れし 色は変わらず」（《千載和歌集》戀四884）
百人一首90番的和歌。將上述重之的和歌以本歌取（日语：本歌取）的形式所做的句子。
- 伊達政宗 「いづる間も ながめこそやれ 陸奥の 月まつ島の 秋のゆふべは」
著名詠嘆松島月景的歌。「月待つ」與「松島」是同音的掛詞（日语：掛詞）。
- 伊達政宗 「心なき 身にだに月を 松島や 秋のもなかの 夕暮れの空」
- 伊達政宗 「所がら 類はわけて 無かりけり 名高きつきを 袖に松島」
- 伊達政宗 「松島や 雄島の磯の 秋の空 名高き月や 照りまさるらん」
- 松尾芭蕉 「島々や 千々にくだきて 夏の海」
- 田原坊 「松島や さて松島や 松島や」
此句是記述松尾芭蕉到訪松島時，因美景無法構出句子，只能詠嘆「松島や ああ松島や 松島や」的軼事，但1821年（文政4年）出版的櫻田周甫《松島(嶋)圖誌》同時收錄田原坊的句子與芭蕉訪問松島無法構出句子的軼事，因此這兩件事可能有混淆的情形[20]。小說家司馬遼太郎的紀行集《街道漫步（日语：街道をゆく）》「仙台、石卷」批評松島觀光相關人士在看板等觀光資料將「松島や ああ松島や 松島や」當作芭蕉的句子。
- 河合曾良 「松島や 鶴に身をかれ ほととぎす」（《奥之細道》）
- 日本舞踊·常磐津節（日语：常磐津節）《岸漣漪常磐松島（松島）》

### 美術
|                                         |                                                         |                                                         |
| 有田燒的松島圖案 （1680年～1700年左右） | 楊洲周延《名勝美人會 陸前 松島》 （1897年～1898年左右） | 高橋由一《松島五大堂圖》 （明治時代，縣指定有形文化財） |

### 信仰
松島在明治時代以前也是祈求往生極樂淨土與死者冥福的靈場，明治初期以前還有將部分遺骨供奉於雄島的習俗。

## 指定
- 日本三景（1643年（寛永20年））
- 宮城縣立自然公園松島（1902年（明治35年）9月）
- 國家文化財（特別名勝）（1952年（昭和27年）11月22日）
- 新日本旅行地100選（日语：新日本旅行地100選）（1966年（昭和41年）11月）
- 國際觀光模範地區（1986年（昭和61年）3月24日）
- 日本白砂青松100選（1987年（昭和62年）1月10日）
- 新日本觀光地100選（1987年（昭和62年）3月）
- 日本都市公園100選（日语：日本の都市公園100選）（1989年（平成元年）7月28日）
- 日本遺產·百選（2002年（平成14年）9月15日）
- 日本地質百選（2007年（平成19年）5月）
- 平成百景（日语：平成百景）（2009年（平成21年）4月）
- 世界最美海灣俱樂部（日语：世界で最も美しい湾クラブ）（2013年（平成25年）12月6日）[23][24]

各指定的範圍主要是面松島灣的自治體，但「仙台·松島國際觀光模範地區」包含了未臨松島灣的仙台市與多賀城市。
「日本遺產·百選」範圍為「仙台、松島」。
以下涵蓋部分松島。
- 日本海岸百選（日语：日本の渚百選）「奥松島」（1996年（平成8年））
- 遊步百選（日语：遊歩百選）「奥松島嵯峨溪（日语：嵯峨渓）」（2002年（平成14年））
- 美麗日本散步道500選（日语：美しい日本の歩きたくなるみち500選）「塩釜から松島へ・絶景のみち」（2004年（平成16年）12月27日）

## 周邊
松島灣沿岸為東松島市、松島町、利府町、鹽竈市、七濱町等五市町。

### 東松島市
位於松島灣東部的東松島市宮戶島（38°20′6.7″N 141°9′10.6″E / 38.335194°N 141.152944°E）與野蒜海岸（38°22′11.6″N 141°9′54.7″E / 38.369889°N 141.165194°E）一帶又稱奥松島。有往日本三大溪嵯峨溪（38°19′25.4″N 141°10′39.9″E / 38.323722°N 141.177750°E）的觀光船。野蒜海岸海象平穩，夏季是頗具人氣的海水浴場。竹濱是有鳴沙的海灘，但因環境保護限制進入。宮城縣道27號奥松島松島公園線（奥松島Park Line）是沿著海岸的行車路線，也是每年體育之日松島半馬拉松大會的賽場。陸連島宮戶島的里濱貝塚（38°20′9.9″N 141°8′45.2″E / 38.336083°N 141.145889°E）是繩文時代前期（約6,000年前）至彌生時代初期約4,000年間的遺跡。

### 松島町
松島町位於松島灣北部。包含百人一首詠嘆的靈場之島「雄島」（38°21′54.5″N 141°3′44.8″E / 38.365139°N 141.062444°E）、伊達政宗再興的瑞巖寺（38°22′19.7″N 141°3′35.3″E / 38.372139°N 141.059806°E）、通稱「薔薇寺」的圓通院（38°22′16.6″N 141°3′34.6″E / 38.371278°N 141.059611°E）、五大堂（38°22′10.8″N 141°3′50.4″E / 38.369667°N 141.064000°E）等寺院、伊達家賞月設施兼迎賓館「觀瀾亭」（月見御殿。38°22′9.4″N 141°3′41.5″E / 38.369278°N 141.061528°E）等歷史建築，以及灣內遊覧船起迄港松島港。土產店、餐飲店、住宿舍施林立。2008年（平成20年）松島溫泉開湯。

### 利府町
利府町的濱田地區位於松島灣西部。有仙石線陸前濱田站。

### 鹽竈市
鹽竈市位於松島灣西南部。鹽竈灣是古時陸奥國府多賀城（38°18′23.9″N 140°59′18″E / 38.306639°N 140.98833°E）的外港，江戶時代以後成為仙台城下（38°15′36.9″N 140°52′14.5″E / 38.260250°N 140.870694°E）的外港。有平城京政府、奥州藤原氏、伊達氏等此地統治者守護的鹽竈神社（38°19′7.6″N 141°0′45.2″E / 38.318778°N 141.012556°E），以及松島灣內遊覧船、桂島（38°20′2.8″N 141°5′44.5″E / 38.334111°N 141.095694°E）、寒風澤島（38°19′58.2″N 141°7′24.3″E / 38.332833°N 141.123417°E）等離島航線起迄港鹽釜港。鹽釜港近海盛產鮪魚，壽司店聚集。。夏季有鹽竈港祭。

### 七濱町
位於松島灣南部的七濱町有宮城縣最多人前往的海水浴場菖蒲田濱（38°17′20.4″N 141°3′55.6″E / 38.289000°N 141.065444°E）、縣內重要的遊艇港小濱港、高山外國人避暑地（38°17′40.7″N 141°4′48.2″E / 38.294639°N 141.080056°E）與七濱國際村（38°17′53.8″N 141°4′3.7″E / 38.298278°N 141.067694°E）、鼻節神社（38°17′45.3″N 141°5′5.3″E / 38.295917°N 141.084806°E）等。

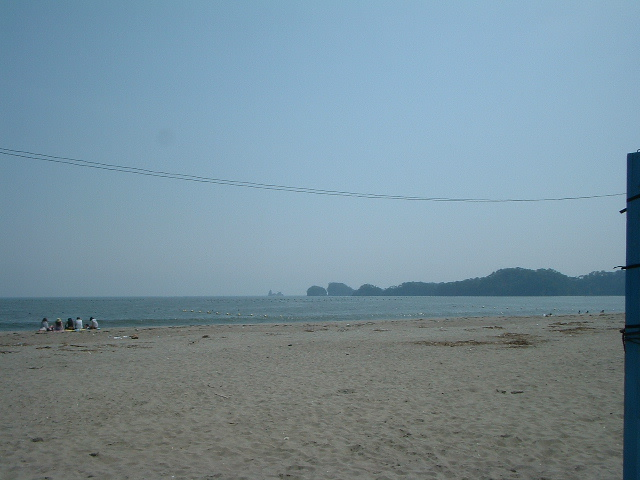
奥松島的野蒜海岸
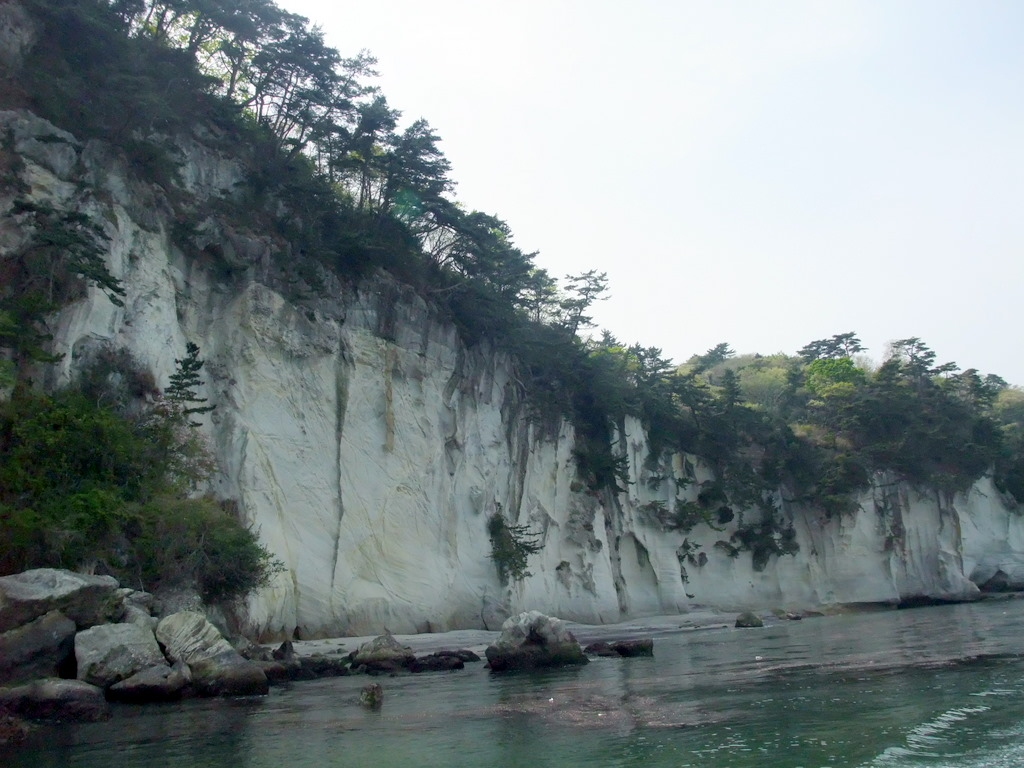
日本三大溪之一的嵯峨溪
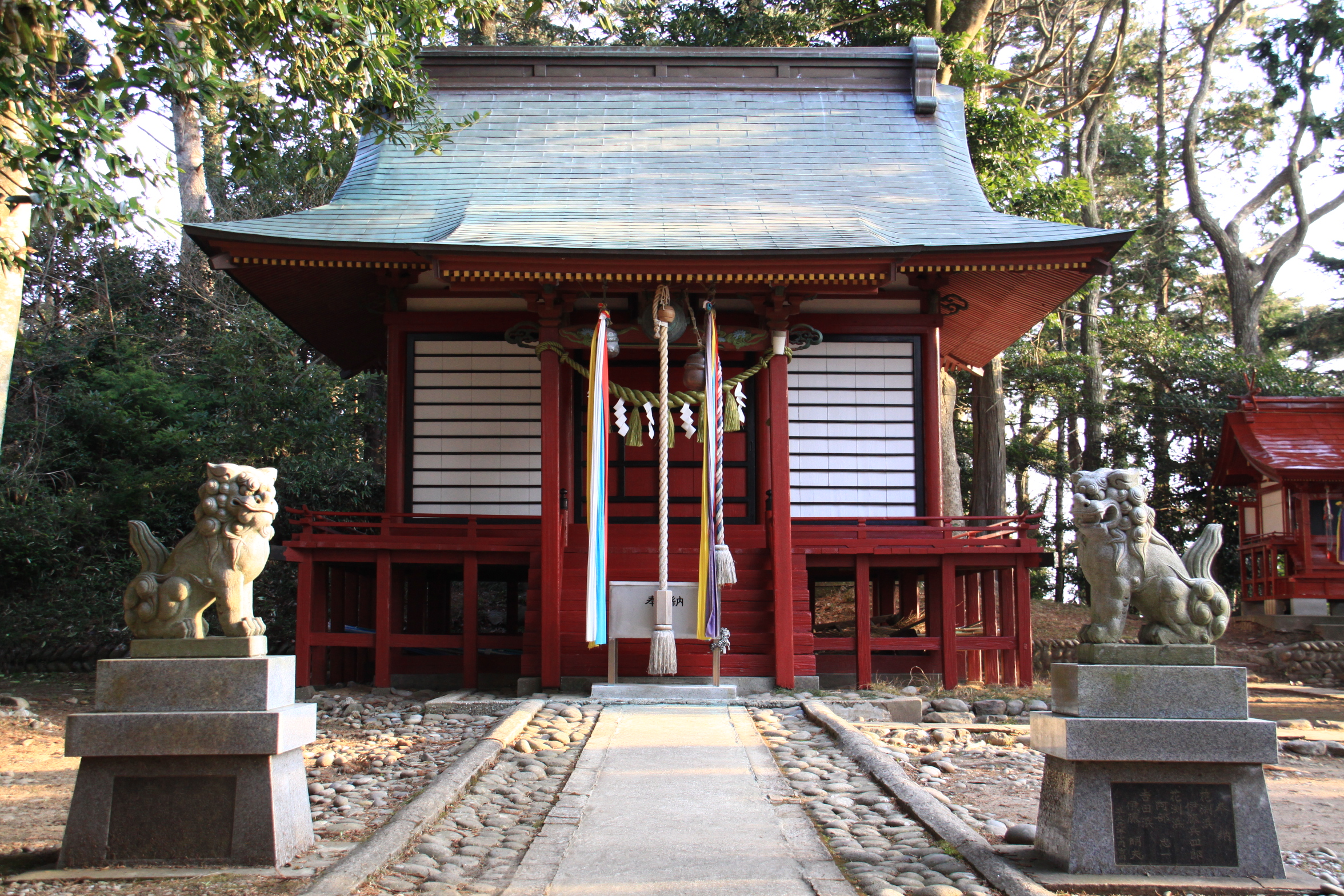
鼻節神社
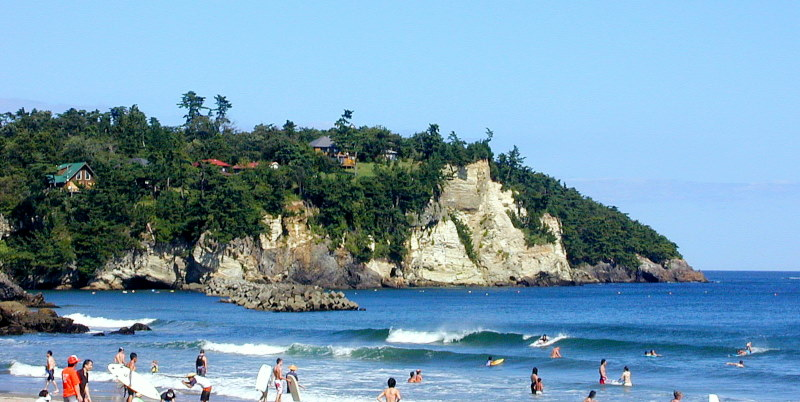
高山外國人避暑地與小豆濱衝浪地
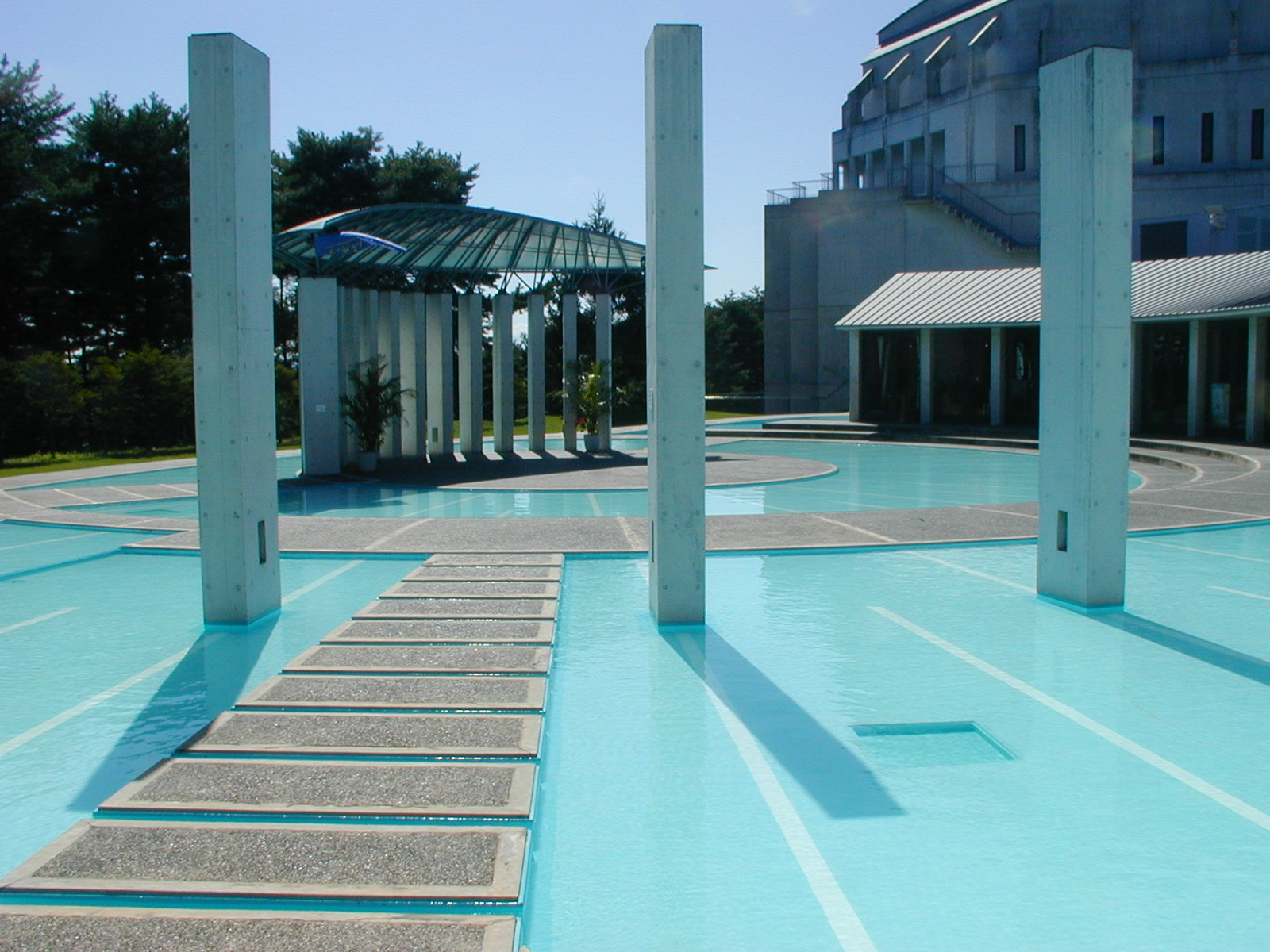
七濱國際村的圓形劇場
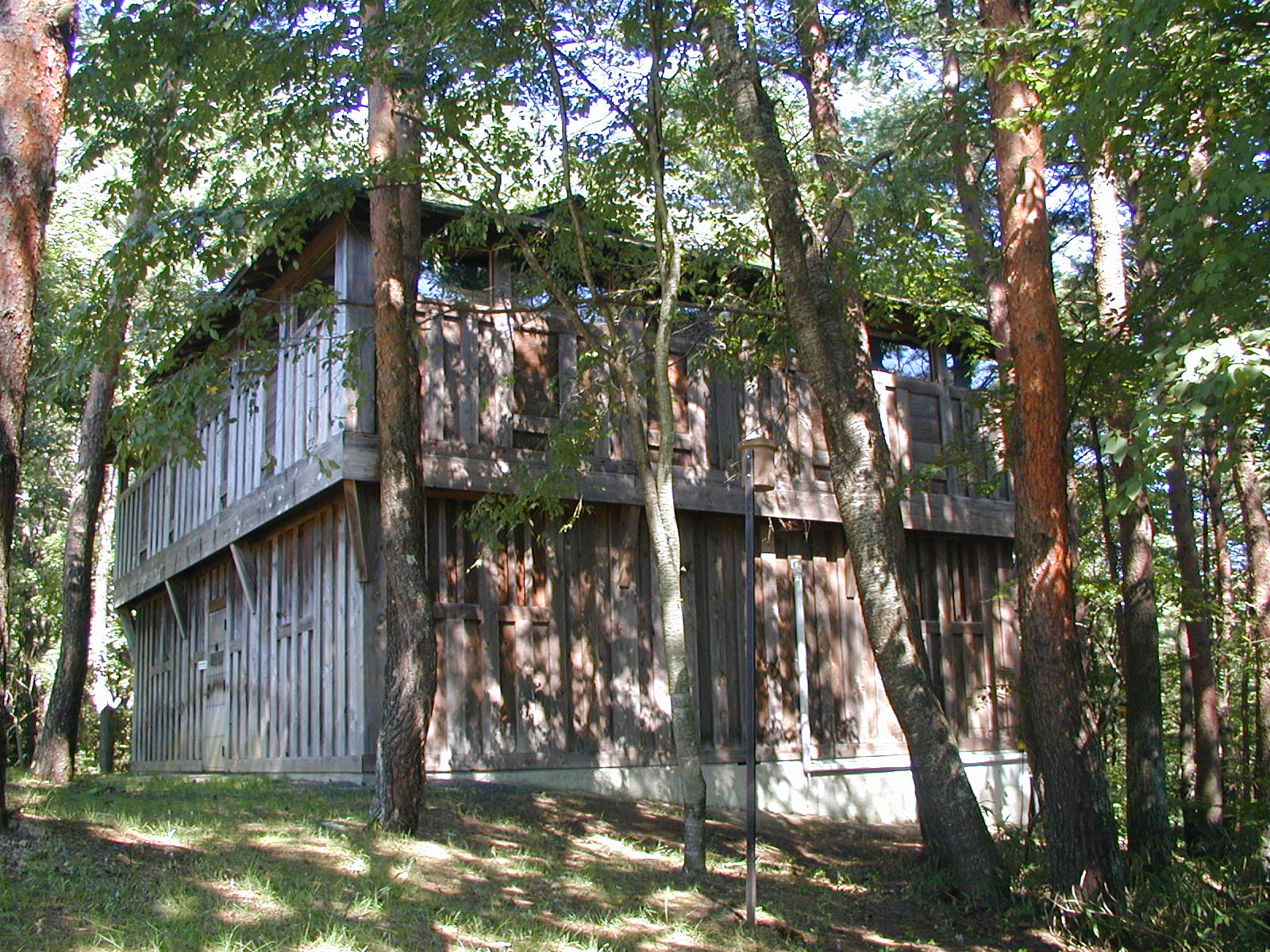
七濱國際村的普利茅斯之家
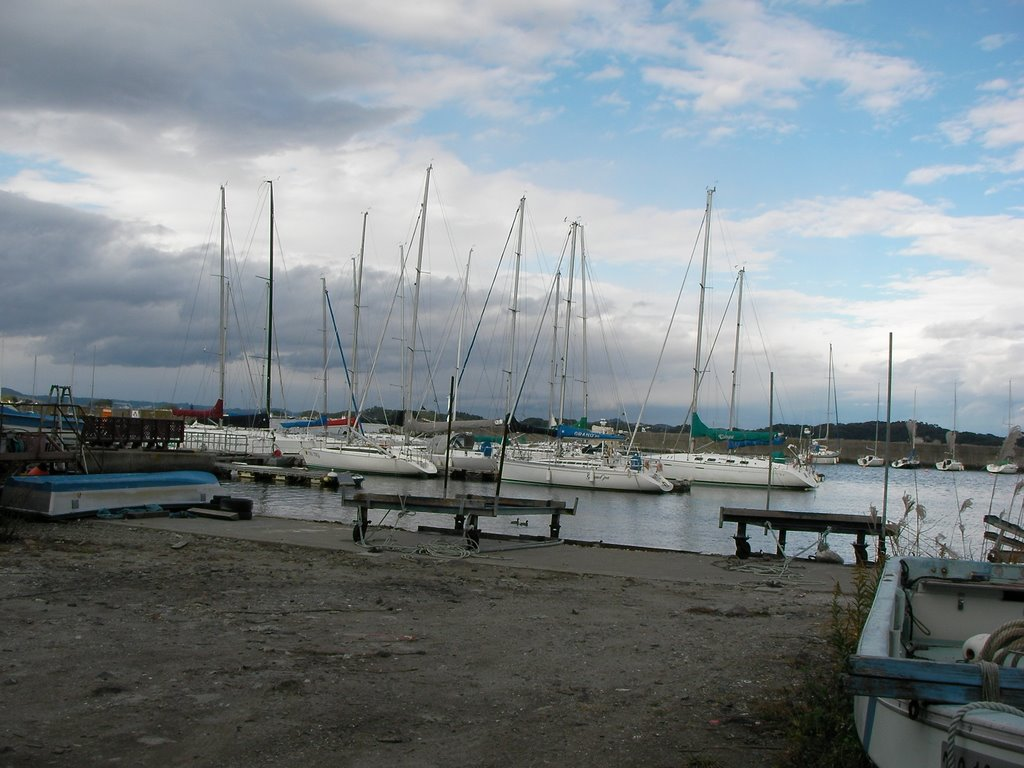
小濱港的遊艇

## 東日本大震災的影響
2011年3月11日發生的東日本大震災（東北地方太平洋沖地震）與之後的大海嘯，造成部分文化財損毀，但與周邊自治體比較之下災情較為輕微。主要理由是海嘯進入淺海後速度下降並急速失去能量，以及浦戶諸島發揮類似防波堤的作用，使得海嘯的破壞力遭到削弱。
管理團體宮城縣針對松島擬定「特別名勝松島保存管理計畫」。依據文化財保護法與前述的保存管理計畫，要改變特別名勝「松島」指定區域內的保護地區現狀（新建建築物等）時，需取得宮城縣教育委員會與文化廳長官的許可。在東日本大震災後，由於居民傾向遷往高處新建住家，宮城縣與文化廳對此討論後決定放寬限制。今後，宮城縣將與指定範圍的鹽竈市、東松島市、松島町、七濱町、利府町等進行協議。
另外，文化廳也針對松島「瓦礫處理設施」的建設以特例方式核發許可（至2014年為止。設施顏色與形狀並須考慮周邊景觀）。

## 交通
從仙台出發的方式如下。
往鹽竈
- 鐵道：JR仙石線本鹽釜站下車。

往松島
- 鐵道：JR仙石線松島海岸站下車。
仙台站 - 松島海岸站：22.7公里，普通列車約40分
- 高速道路： 三陸自動車道松島海岸交流道（日语：松島海岸インターチェンジ）接宮城縣道144號赤沼松島線（日语：宮城県道144号赤沼松島線）（長老坂）約3公里
- 一般道：國道45號（日语：国道45号）（勾当台公園的國道45號起點距離27公里、55分[34]）
從仙台市區往松島，繞過鹽竈利用利府街道（日语：宮城県道8号仙台松島線）與長老坂的距離較近，但景色不佳，假日長老坂周邊容易堵塞。利用國道45號雖然也會堵塞，但是能欣賞途中鹽竈的風景。

往奥松島
- 鐵道： JR仙石線野蒜站下車。
- 高速道路： 三陸自動車道鳴瀨奥松島交流道（日语：鳴瀬奥松島インターチェンジ）

從JR東北本線一關、小牛田方向，需在鹽釜站轉乘仙石東北線（或在松島站途中下車步行至高城町站）至高城町站轉乘仙石線普通列車至松島海岸站或野蒜站。
從仙台機場往松島、奧松島可搭乘松島·平泉直行巴士（岩手縣北巴士）。

## 全國的松島
松島原本是「海面上、湖上松樹茂盛的島」的一般名詞，固有名詞化之後，日本各地出現稱作「松島」的地名。另一方面，也有類似宮城縣松島「海面上、湖上的大小島或岩石散布的風景」被稱作「○○之松島」的例子（類例：銀座）。此時島上不一定是松樹，甚至可能沒有樹木生長。
- 日本三大松島
  - 松島（宮城縣）
  - 九十九島（長崎縣）
  - 天草松島（熊本縣）
- 大沼（湖之松島）（北海道）
- 五浦海岸（日语：五浦海岸）（關東之松島）（茨城縣）
- 鴨川松島（日语：鴨川松島）（千葉縣）
- 堂島（日语：堂ヶ島）（伊豆之松島）（靜岡縣）
- 篠島（日语：篠島）（東海之松島）（愛知縣）
- 鳥羽灣（日语：鳥羽港）（志摩之松島）（三重縣）
- 東尋坊（越前松島）（福井縣）
- 丹後松島（日语：丹後松島）（京都府）
- 香住海岸（日语：香住海岸）的磯之松島、沖之松島（兵庫縣）
- 但馬御火浦（日语：但馬御火浦）的田井之松島、三尾之松島（兵庫縣）
- 紀之松島（日语：紀の松島）（和歌山縣）
- 浦富海岸之千貫松島（山陰之松島）（鳥取縣）
- 出雲松島（島根縣）
- 須佐灣（日语：須佐湾）（西之松島）（山口縣）
- 橘灣（日语：橘湾 (徳島県)）（阿波之松島）（德島縣）
- 瀨戶之松島（日语：松島 (長崎県)）（長崎縣）
- 日向松島（宮崎縣）
- 薩摩松島（鹿兒島縣）
- 羽地內海（日语：羽地内海）（沖繩之松島）（沖繩縣）

## 資料來源
1. 1 2 3 4  【ニッポン絵ものがたり】川瀬巴水「松島双子島」祈りの島 絶景に浮かぶ満月『讀賣新聞』日曜朝刊別刷り「よみほっと」2021年8月8日
2. ↑  .   [2022-12-29]. （原始内容存档 (PDF)于2021-08-24）.
3. ↑  閉鎖性海域ネット （页面存档备份，存于） 環境省（2018年6月6日閲覧）
4. 1 2  『宮城縣史』復刻版5（地誌交通史）22頁
5. ↑  荒岬島（松島）が消える『朝日新聞』1970年（昭和45年）2月2日朝刊 12版 15面
6. ↑  『松島町史』（通史編2）214-216頁
7. 1 2 3  . 時事通信社. 2011年3月19日  [2011年3月28日].[]。
8. ↑  . 松島観光協会.   [2011-04-30]. （原始内容存档于2006-08-30）.
9. ↑  特別名勝松島保存管理計画PDF（宮城県教育委員会 2010年3月）
10. 1 2 3 4  『松島町史』（通史編2）220-222頁
11. ↑  『宮城県利府町誌』
12. ↑  四大観 幽観 扇谷 （页面存档备份，存于） 松島観光協会（2018年10月8日閲覧）
13. ↑  松島の観光拠点「玉手箱館」開店 物産と飲食施設 （页面存档备份，存于）『河北新報』2009年7月2日
14. ↑  . 松島観光協会.   [2018-08-08]. （原始内容存档于2022-12-30）.
15. ↑  日本国事跡考（47頁/80頁） （页面存档备份，存于）（京都大学附属図書館所蔵）
16. ↑  . 朝日新聞. 2011-04-27  [2011-04-30]. （原始内容存档于2011-05-02）.
17. ↑  . 読売新聞. 2011-04-30  [2011-04-30]. （原始内容存档于2013-05-30）.
18. ↑  松島観光の発展つなごう 津波で流失、渡月橋復活」『河北新報』2013年7月2日
19. 1 2 3  『松島町史』（通史編2）218-219頁
20. ↑  . ［［国立国会図書館］］.   [2019-12-09].
21. ↑  名勝美人会 陸前 松島 （页面存档备份，存于）（秋華洞）
22. ↑  松島五大堂図 （页面存档备份，存于）（宮城縣）
23. ↑  日本初! 松島湾が『世界で最も美しい湾クラブ』に加盟 （页面存档备份，存于）（松島町）
24. ↑  .   [2022-12-30]. （原始内容存档于2005-10-18）.
25. ↑  仙台·松島國際觀光模範地區包含仙台市、鹽釜市、多賀城市、秋保町、松島町、七濱町、宮城町、利府町、鳴瀬町（以上在1986年（昭和61年）3月指定）。當時的範圍不包含1988年與秋保町一同併入仙台市的舊泉市（現泉區），以及2005年與鳴瀨町合併成立東松島市而廢止的舊矢本町。
26. ↑  宮城県観光のあゆみ （页面存档备份，存于） - 宮城県
27. ↑  「松島が守ってくれた」対岸の町、死者1人 Archive.today的存檔，存档日期2012-09-19『読売新聞』2011年3月23日
28. ↑  . 2011-03-23  [2011-03-23]. （原始内容存档于2011-03-23）.
29. ↑  特別名勝「松島」の現状変更と埋蔵文化財に関する手続きについて （页面存档备份，存于）（七ヶ浜町サイト）
30. ↑  「特別名勝松島保存管理計画」 （页面存档备份，存于）（宮城県サイト）
31. ↑  . 読売新聞. 2011-04-30  [2011-04-30]. （原始内容存档于2011-05-02）.
32. ↑  . 河北新報]. 2011-04-30  [2011-04-30]. （原始内容存档于2011-04-30）.
33. ↑  . 共同通信. 2011-05-21  [2011-05-27]. （原始内容存档于2014-08-04）.
34. ↑  東北のみち情報 （页面存档备份，存于）（國土交通省東北地方整備局道路部）

## 外部連結
- 日本三景松島 （页面存档备份，存于） - 松島觀光協會
- 奧松島公社 （页面存档备份，存于）
- 松島町 （页面存档备份，存于）
- 塩竈市 觀光情報 （页面存档备份，存于）
- 奧松島 觀光情報 （页面存档备份，存于）
- 國指定文化財 データベース （页面存档备份，存于）（文化廳）